# Guerra peruano-ecuatoriana
 La guerra peruano-ecuatoriana, conocida también como guerra del 41, fue uno de diversos conflictos armados que ocurrieron entre los países sudamericanos de Perú y Ecuador como consecuencia de su secular disputa territorial y por falta de fronteras reconocidas y aceptadas por ambos países; siendo los otros la guerra peruano-ecuatoriana de 1858-1860, el conflicto limítrofe denominado como «Falso Paquisha» o «Paquisha» de 1981, y la guerra del Cenepa de 1995. Esta guerra no declarada comenzó el 5 de julio de 1941 y como consecuencia de ello el 29 de enero de 1942 se firmó el Protocolo de Paz, Amistad y Límites de Río de Janeiro de 1942.
Las fuerzas armadas peruanas traspasaron la línea del statu quo de 1936 (una frontera provisional que deslindaba los territorios que de facto ocupaban ambos países) y ocuparon militarmente las siguientes provincias ecuatorianas:
- Costa: El Oro, hasta las riberas del río Jubones, ocupando militarmente su capital Machala y otras ciudades como Puerto Bolívar, Santa Rosa y Pasaje; y ejerciendo la Marina de Guerra peruana un bloqueo marítimo en el canal de Jambelí y el golfo de Guayaquil,[5] con el fin de impedir el envío de tropas y suministros desde la ciudad homónima hacia Puerto Bolívar.[6]
- Sierra: Parte de la provincia de Loja.
- Oriente: Partes de las antiguas provincias ecuatorianas de Napo Pastaza y Santiago Zamora, que en tiempos de la colonia española correspondían a la antiguas Gobernaciones de Maynas y Quijos, territorios que el Perú disputaba entonces al Ecuador.

Según Ecuador, el Perú invadió su territorio, trasgrediendo el statu quo de 1936, agresión que no pudo repeler al hallarse escasamente armado, sin recursos y en una difícil situación política interna; dicha invasión fue la segunda realizada por el Perú sobre el Ecuador, siendo la primera la de 1858-1860. Según el Perú, fue Ecuador quien violó el statu quo de 1936, cuando desde ese año y hasta principios de 1941, las fuerzas ecuatorianas atacaron diversos puestos peruanos a lo largo de la frontera. En ese sentido, las fuerzas peruanas habrían ejercido un acto de represalia reconocida en el derecho internacional, con el objetivo obligar a Ecuador manu militari a respetar los derechos del Perú sobre su territorio.
En el trasfondo de este conflicto, se hallan los mutuos reclamos territoriales que venían haciéndose los dos países desde hacía un siglo. El Ecuador, en su deseo de acceder con soberanía al río Amazonas, reclamaba las antiguas provincias de Tumbes, Jaén y Maynas, en posesión del Perú desde los albores republicanos. El Perú consideraba que su soberanía sobre esos territorios se hallaba jurídicamente respaldada por la Real Cédula de 1802 (por la que Maynas retornó al Virreinato del Perú tras haber estado bajo la jurisdicción del Virreinato de Nueva Granada); el uti possidetis iure de 1810; el principio de la libre determinación de los pueblos; y su posesión territorial ininterrumpida. El Ecuador, por su parte, argumentaba que esos territorios le correspondían por la cédula de erección de la Real Audiencia de Quito de 1563; el uti possidetis de 1810 (pues según su versión, la Real Cédula de 1802 no llegó a aplicarse); el tratado de Guayaquil de 1829 (que reconocía las antiguas fronteras coloniales, aunque sin especificarlas); y el Protocolo Pedemonte-Mosquera (que señalaba la frontera en el Marañón o el Amazonas),
Por su parte, el Perú reclamaba el territorio de la antigua Gobernación de Quijos (actual Oriente ecuatoriano), que, al igual que Maynas, había retornado a la jurisdicción del Virreinato del Perú por la Real Cédula de 15 de julio de 1802, territorio que el Ecuador afirmaba haber ocupado desde el inicio de su vida republicana,pero que, según la versión peruana, solo a partir de 1881 empezó esa ocupación, aprovechando que el Perú se debatía en la guerra del Pacífico.

## Breve historia del conflicto peruano-ecuatoriano

### Disputas entre Perú y la Gran Colombia
La reclamación por parte de Ecuador de un acceso con soberanía a la cuenca del Amazonas se remonta a 1827, cuando Simón Bolívar, gobernante de la Gran Colombia (antecedente inmediato de Ecuador) reclamó como territorios que le correspondían a su país las provincias peruanas de Tumbes, Jaén (Cajamarca) y Maynas (entendiéndose por Maynas el territorio conformado por los actuales departamentos peruanos de Loreto y Amazonas).
La Gran Colombia reclamaba además a Perú el pago de la deuda de la campaña emancipadora y el asunto de los llamados "reemplazos" (es decir, la compensación que debía hacer el Perú a las tropas colombianas por las bajas sufridas por estas durante la guerra independentista peruana, lo que implicaba desarraigar a ciudadanos peruanos y expatriarlos a la Gran Colombia, exigencia desorbitada e inhumana, habida cuenta de que ya había finalizado dicha guerra).
En respuesta a las exigencias territoriales de Bolívar, Perú invocó el principio de la libre determinación de los pueblos, ya que los habitantes de dichas provincias habían decidido, autónomamente, ser parte de la nación peruana. En cuanto al tema de la deuda y los “reemplazos”, Perú se avino a entrar en negociaciones para llegar a buen término.
Los reclamos de Bolívar se deben entender bajo el contexto político de la región: en 1827 los peruanos habían puesto fin a la influencia bolivariana en su territorio y en 1828 invadieron Bolivia, donde igualmente acabaron con el régimen bolivariano representado por el mariscal Antonio José de Sucre. Todas las tropas grancolombianas que se hallaban acantonadas en Perú y Bolivia debieron volver a su país de origen, y la llamada Constitución Vitalicia, impuesta por Bolívar a ambas naciones, fue derogada. Todo ello enfureció a Bolívar, al ver desmoronarse su proyecto federativo de los Andes, sumado al hecho de que se veía acosado por rebeliones y disidencias dentro de la misma Gran Colombia, que anunciaban el inminente colapso de esta entidad geopolítica, como en efecto ocurriría en 1830. Fue en ese trance que el Libertador enfiló su ira hacia el Perú.
El conflicto empezó con un ataque entre los periódicos de ambos países, haciéndose mutuas provocaciones e injurias. También ocurrieron lamentables incidentes diplomáticos. El Perú expulsó de Lima al diplomático colombiano Cristóbal Armero, mientras que en Bogotá no se recibió al diplomático peruano, José Villa, a quien se le extendieron sus pasaportes.
En respuesta, el 17 de mayo de 1828, el Congreso de la República del Perú autorizó al presidente José de La Mar a tomar las medidas militares del caso. Acto seguido, Bolívar declaró la guerra al Perú el 3 de julio de 1828.
El presidente La Mar movilizó el ejército y marina peruanas contra la Gran Colombia. La marina peruana bloqueó la costa pacífica grancolombiana y ocupó el puerto de Guayaquil; por su parte el ejército peruano ocupó la provincia de Loja, departamento del Azuay, en el sur grancolombiano, actual Ecuador. Otra división del ejército peruano a las órdenes del mariscal Agustín Gamarra (proveniente del sur del Perú) marchó al teatro de operaciones con el propósito de auxiliar a La Mar. Ambos planearon tomar la ciudad de Cuenca, que era el lugar de nacimiento de La Mar. Las fuerzas peruanas sumaban en total 4500 soldados.
Ante la invasión peruana, Bolívar ordenó al Gran Mariscal de Ayacucho, Antonio José de Sucre, partir desde Quito para organizar la defensa del Sur de Colombia. Sucre, quien había sido presidente de Bolivia, organizó un ejército con veteranos de la Independencia, entre los que se contó el general Juan José Flores, futuro presidente del Ecuador.
Los dos jefes peruanos, La Mar y Gamarra, no coordinaron bien sus movimientos y Sucre, actuando con su característica habilidad, en la madrugada del 13 de febrero de 1829 sorprendió el parque de artillería peruano en el pueblo de Saraguro y lo destrozó. A continuación, el mismo Sucre, al frente del grueso de su ejército (4500 hombres), acorraló y derrotó a una división de vanguardia del ejército peruano (integrada por unos 1000 soldados) en el lugar denominado Portete de Tarqui, cerca de Cuenca. Dicha división peruana se hallaba aislada del grueso de su ejército, y pese a que poco después acudieron en su auxilio las fuerzas de La Mar y Gamarra, estas no pudieron restablecer la batalla y optaron por retirarse, tomando posiciones defensivas (27 de febrero de 1829). Una carga de caballería del escuadrón Cedeño fue a la vez repelido por el escuadrón peruano Húsares de Junín.. El historiador peruano, para sustentar la afirmación de que solo la vanguardia peruana actuó en Tarqui, cita el Diario político y militar (21 de marzo de 1829) de José Manuel Restrepo.
El encuentro de Tarqui no definió nada, pues cada ejército quedó dueño de su terreno y esperaban que al día siguiente se reiniciara la lucha para librar la batalla definitiva. Sin embargo, ambas partes, conscientes de que no les convenía continuar la lucha, al día siguiente pactaron un acuerdo conocido como el Convenio de Girón, por el cual se establecía, textualmente, el retiro de las tropas peruanas del territorio colombiano que habían ocupado (es decir, Guayaquil y Azuay). Los grancolombianos reconocían así, implícitamente como peruanas a las provincias de Tumbes, Jaén y Maynas, al no reclamarlas en ese momento.
Sin embargo, Sucre cometió la indelicadeza de dar un decreto donde ordenaba poner una placa en el campo de batalla de Tarqui con la siguiente inscripción: «El Ejército peruano de ocho mil soldados, que invadió la tierra de sus libertadores, fue derrotado por cuatro mil bravos de Colombia, el 27 de febrero de 1829». La primera afirmación numérica no se ajustaba a la realidad, pues el ejército peruano no sobrepasaba los 4500 hombres y en Tarqui solo fue derrotada su vanguardia, que sumaba unos 1000 efectivos, como ya quedó explicado anteriormente. Debido a ello y a otros excesos que cometió Sucre con los prisioneros peruanos, La Mar suspendió el Convenio de Girón y declaró estar dispuesto a continuar la guerra, si no se retiraban los agravios. Sin embargo, poco después La Mar fue derrocado y desterrado por Gamarra, quien asumió la presidencia del Perú y decidió llevar adelante la paz con Colombia. Se acordó un armisticio por 60 días, firmado en Piura el 10 de julio de 1829. Luego, se firmó entre ambas naciones el Tratado Larrea-Gual, el 22 de septiembre del mismo año, en Guayaquil. Este tratado no fue un tratado de límites, sino de “paz y amistad”; sin embargo reconoció que el límite entre la Gran Colombia y el Perú debía ser el mismo que existió entre los virreinatos de Nueva Granada y el del Perú, quedando así como la base de referencia para un futuro trazado de límites, estableciéndose asimismo el procedimiento para realizar la demarcación definitiva (que estaría a manos de una comisión demarcatoria de límites integrada por miembros de ambos países). En definitiva, no hubo cambios territoriales, al mantenerse la situación previa al conflicto (statu quo).
Si bien ambas partes nombraron a los miembros de la comisión demarcatoria para iniciar los trabajos en la frontera, por diversas circunstancias los comisionados no se pudieron reunir en Tumbes, como se había acordado. Bolívar envió entonces a Lima a Tomás Cipriano de Mosquera para que negociara directamente con la cancillería peruana el trazado de la frontera, pero no se llegó a ningún acuerdo. En ese trajín, ocurrió la disolución de la Gran Colombia y Mosquera retornó a su patria, sin haber logrado nada a favor de su patria. Muchos años después, Ecuador señalaría la existencia de un Protocolo Pedemonte-Mosquera, supuestamente firmado el 11 de agosto de 1830 entre Mosquera y el canciller peruano Carlos Pedemonte, que sería una continuación del Tratado Larrea-Gual y donde se reconocía al Marañón (es decir, el río Amazonas) como límite norte del Perú, y por tanto, otorgaba a la Gran Colombia extensos territorios peruanos. Pero el Perú, amparado en una rigurosa investigación histórica, ha rechazado la existencia de dicho protocolo, afirmando que nunca se firmó ya que jamás se encontró el documento original, entre otras razones. De hecho, con la disolución de la Gran Colombia, y no habiéndose cumplido varios de los puntos de Tratado de 1829, esté instrumento caducó.

### Disputas entre Perú y Ecuador
El 13 de mayo de 1830 surgió como estado independiente la República de Ecuador, tras la disolución de la Gran Colombia. La flamante república se erigió sobre la base de los territorios de la antigua Audiencia de Quito, más Guayaquil. En ese instante, no hizo reclamos sobre Tumbes, Jaén y Maynas, que pertenecían al Perú en base al principio de libre determinación de los pueblos y al Uti Possidetis de 1810 (en el caso de Maynas).
| Población de los Países de Iberoamérica al comenzar la Guerra Peruano-Ecuatoriana | Población de los Países de Iberoamérica al comenzar la Guerra Peruano-Ecuatoriana | Población de los Países de Iberoamérica al comenzar la Guerra Peruano-Ecuatoriana |
| N.º                                                                               | Países                                                                            | Habitantes en 1941                                                                |
| --------------------------------------------------------------------------------- | --------------------------------------------------------------------------------- | --------------------------------------------------------------------------------- |
| 1°                                                                                | Estados Unidos                                                                    | 130 865 641                                                                       |
| 2°                                                                                | Brasil                                                                            | 42 575 027                                                                        |
|                                                                                   |                                                                                   |                                                                                   |
| Sin cambios                                                                       | España                                                                            | 25 977 393                                                                        |
| 3°                                                                                | México                                                                            | 20 533 490                                                                        |
|                                                                                   |                                                                                   |                                                                                   |
| 4°                                                                                | Argentina                                                                         | 14 341 093                                                                        |
| 5°                                                                                | Canadá                                                                            | 11 629 639                                                                        |
|                                                                                   |                                                                                   |                                                                                   |
| 6°                                                                                | Colombia                                                                          | 9 500 171                                                                         |
| Sin cambios                                                                       | Portugal                                                                          | 7 733 465                                                                         |
| 7°                                                                                | Perú                                                                              | 6 553 250                                                                         |
| 8°                                                                                | Chile                                                                             | 5 592 215                                                                         |
|                                                                                   |                                                                                   |                                                                                   |
| 9°                                                                                | Cuba                                                                              | 4 808 265                                                                         |
| 10°                                                                               | Venezuela                                                                         | 4 240 690                                                                         |
| 11°                                                                               | Bolivia                                                                           | 2 973 763                                                                         |
| 12°                                                                               | Haití                                                                             | 2 908 551                                                                         |
| 13°                                                                               | Ecuador                                                                           | 2 667 325                                                                         |
| 14°                                                                               | Guatemala                                                                         | 2 367 154                                                                         |
| 15°                                                                               | Uruguay                                                                           | 2 017 838                                                                         |
|                                                                                   |                                                                                   |                                                                                   |
| 16°                                                                               | El Salvador                                                                       | 1 854 933                                                                         |
| 17°                                                                               | República Dominicana                                                              | 1 757 479                                                                         |
| 18°                                                                               | Honduras                                                                          | 1 272 738                                                                         |
| 19°                                                                               | Paraguay                                                                          | 1 168 592                                                                         |
| 20°                                                                               | Nicaragua                                                                         | 1 034 110                                                                         |
|                                                                                   |                                                                                   |                                                                                   |
| 21°                                                                               | Costa Rica                                                                        | 701 706                                                                           |
| 22°                                                                               | Panamá                                                                            | 688 390                                                                           |
| Fuente: Our World in Data (Año 1941)                                              |                                                                                   |                                                                                   |

Una vez constituido el Estado Ecuatoriano, sus políticos consideraron que debía negociarse con el Perú la firma de acuerdos y tratados, particularmente para trazar la frontera entre ambos países, sobre todo en la parte amazónica.
El primer tratado celebrado entre el Perú y Ecuador fue el Tratado Pando-Novoa, suscrito el 12 de julio de 1832 por el ministro de gobierno y relaciones exteriores de Perú, José María Pando, y el ministro plenipotenciario de Ecuador, Diego Noboa (futuro presidente de Ecuador). En él se reconocían y respetaban los límites vigentes entre ambas naciones, a la espera de la celebración de un convenio de arreglo de límites. Ello implicaba que ambas partes consideraban ya sin validez al Tratado Larrea-Gual de 1829.
Fue entre 1841 y 1842 cuando Ecuador inició públicamente su reclamo al Perú de los territorios de Jaén y Maynas, incitado por el derrocado gobernante peruano-boliviano Andrés de Santa Cruz y algunos de sus partidarios refugiados en Guayaquil, tras el fin de la Confederación Perú-Boliviana. Para sustentar su reclamo, el Ecuador hizo una interpretación peculiar de diversos artículos del Tratado de 1829, que ahora consideraba vigente. Este reclamo lo hizo aprovechando la coyuntura de la guerra entre Perú y Bolivia; una vez finalizada esta guerra, cesó temporalmente en su reclamo.
En 1857, el Ecuador intentó saldar su deuda de la Independencia con sus acreedores ingleses otorgándoles territorios peruanos en la Amazonía, más precisamente en la zona de los ríos Pastaza y Bobonaza. Ante ello, el ministro plenipotenciario peruano en Quito, señor Juan C. Cavero, protestó firmemente ante el gobierno ecuatoriano. Gobernaba entonces en el Perú el mariscal Ramón Castilla. El Ecuador se negó a romper el convenio con los británicos, por lo que se produjo el rompimiento de relaciones diplomáticas peruano-ecuatorianas. Por ley del 26 de octubre de 1858 el Congreso peruano autorizó al gobierno a emplear toda medida, inclusive la guerra, para obtener satisfacciones de parte del Ecuador. En virtud de dicha autorización, Castilla ordenó el bloqueo pacífico de toda la costa ecuatoriana. Una escuadra de la Marina de Guerra del Perú, al mando del vicealmirante Ignacio Mariátegui y Tellería bloqueó el puerto de Guayaquil y arrancó la firma de un armisticio al jefe de dicha plaza, general Guillermo Franco Herrera. Castilla decretó entonces el fin del bloqueo de la costa ecuatoriana. Todas estas medidas apaciguadoras de parte del Perú se proponían crear el ambiente propicio para un arreglo pacífico del conflicto, pero al no darse ello, partió el mismo Castilla al frente de una expedición de 15 buques y 6000 soldados, los cuales desembarcaron en las inmediaciones de Guayaquil y se posesionaron de las alturas de Mapasingue, al sur de dicho puerto (25 de noviembre de 1859). Castilla se proponía entablar negociaciones con el gobierno ecuatoriano para solucionar de una vez el conflicto, pero se halló ante el inconveniente de que en el Ecuador se había desatado la guerra civil y la anarquía, habiéndose establecido en dicho país hasta cuatro gobiernos provisorios, que se disputaban el poder. El presidente peruano se entendió con la facción ecuatoriana más importante, la que encabezaba el general Guillermo Franco, que había establecido un gobierno de facto en Guayaquil y dominaba gran parte de la costa. Castilla solicitó a Franco que se le dieran cuarteles en la misma Guayaquil, pedido que le fue concedido, en la parte norte de la ciudad. Fue así como el ejército peruano entró en Guayaquil, el 7 de enero de 1860. Luego, los representantes de Castilla y Franco firmaron el Tratado de Mapasingue, el 25 de enero, en la localidad del mismo nombre. Bajo los términos de este tratado, el Ecuador declaró nula la venta de territorios peruanos a los acreedores británicos, reconoció la validez de la Real Cédula de 1802 y el uti possidetis de 1810 y convino en demarcar sus límites, comprometiéndose a integrar una comisión bipartita con el Perú. Luego de firmado el tratado, las fuerzas armadas peruanas abandonaron Ecuador y regresaron al Perú. Así culminó esta guerra, en la que no hubo grandes encuentros bélicos, ya que al Perú solo le bastó desplegar su poderío para obtener las satisfacciones de parte de Ecuador. Sin embargo, a menos de dos años de la firma de este tratado, el general Franco fue derrotado por el general Juan José Flores, al servicio del presidente Gabriel García Moreno (con sede en Quito), y el gobierno ecuatoriano procedió a desaprobar el tratado, ratificando solo lo concerniente a la derogación del convenio con los británicos (1860). Por su parte, el Congreso peruano, ya en el gobierno de Miguel de San Román, también desaprobó el tratado (1863).
A pesar de la reciente invasión peruana de 1858, García Moreno apoyó a Perú en 1866 durante la guerra contra España, durante la cual una escuadra española se enfrentó a las flotas de Perú y Chile y atacó diversos puntos de la costa de estos países. Aunque no participaron activamente en el conflicto, tanto Ecuador como Bolivia entraron a formar parte de la alianza contra España.
Igualmente, entre 1879 y 1883 el Perú participó en la guerra del Pacífico contra Chile y no pudo atender otros asuntos diplomáticos. Se conoce que el presidente del Ecuador en esa época, general Ignacio de Veintimilla, y su canciller, Cornelio Vernaza, recibieron pedidos de Chile de sumarse a la guerra contra Perú, pero los rechazaron. El pedido consistió en el envío de 3000 soldados a la frontera con Perú para apoyar la ofensiva chilena, que culminó con la caída de Lima. A cambio, Chile apoyaría la postura ecuatoriana frente al problema territorial y obligaría al Perú derrotado a respetar el supuesto Protocolo Mosquera-Pedemonte. Ecuador, sin embargo, se declaró neutral.
En 1887, Ecuador revivió su plan de 1857 de ceder como pago a sus acreedores británicos grandes extensiones de tierras en la Amazonía peruana. La diplomacia peruana logró detener este proyecto y firmó con los representantes ecuatorianos, el 1 de agosto de ese mismo año, un convenio por el cual la cuestión de límites fue sometida al arbitraje del Rey de España.
En 1889, el comisionado especial del Perú en España, José Pardo y Barreda, presentó al rey español el Alegato del Perú, un estudio jurídico detallado de la cuestión que desde entonces fue el baluarte de la defensa peruana en ese pleito limítrofe. Durante las negociaciones Ecuador planteó la recuperación de Jaén por haber pertenecido a la Real Audiencia de Quito, planteamiento que fue respondido por la diplomacia peruana solicitando a cambio la devolución de Guayaquil, por haber sido cedido anteriormente al virreinato del Perú mediante la Real Cédula de 1803.

«Cierto es que aquella provincia [Jaén] fue de Santa Fe; pero en 1821 se anexó voluntariamente al Perú y este es un título tan perfecto, como aquel en virtud del cual el Ecuador posee Guayaquil, que formaba en 1810 parte del Virreinato de Lima. Si quiere usted Jaén déme pues Guayaquil.»
Alegato del Perú en España en 1889

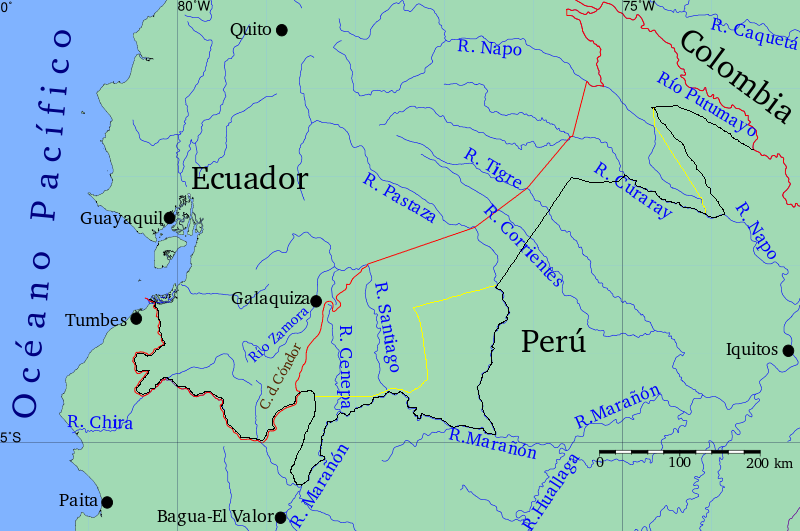
Frontera actual del Perú y Ecuador en rojo; Frontera propuesta por el Tratado Herrera-García en negro y modificaciones del Perú al Tratado en amarillo.

Sin embargo, representantes del gobierno peruano de Andrés A. Cáceres quisieron resolver de manera directa el asunto y suscribieron con el gobierno ecuatoriano en Quito el Tratado García-Herrera, llamado así porque lo suscribieron Arturo García (peruano) y Pablo Herrera (ecuatoriano), el 2 de mayo de 1890, por el cual el Perú conservaba Tumbes y Jaén, pero cedía una gran parte de Maynas al Ecuador. El Congreso ecuatoriano se apresuró a aprobar dicho tratado, pero el Congreso peruano, bajo presión de los representantes amazónicos, no quiso aprobarlo sin antes hacer modificaciones en la línea trazada. Ecuador no aceptó ninguna revisión del Tratado, mientras que el Congreso peruano se mantuvo inflexible en su posición. El Tratado fue finalmente declarado insubsistente por Ecuador.
Al iniciarse el siglo XX, se sucedieron incidentes en la frontera, debido a la persistencia de Ecuador en querer ocupar territorios peruanos. El 26 de junio de 1903 ocurrió un choque armado produciéndose el combate de Angoteros, en la zona del río Napo, originados por el avance de un destacamento ecuatoriano en territorio peruano, el cual fue rechazado por las tropas peruanas al mando del capitán Juan Chávez Valdivia. y el teniente Oscar Mávila. Este incidente revivió la necesidad de llegar a un acuerdo, por lo que, el 16 de febrero de 1904, ambas partes acordaron continuar el juicio arbitral ante el Rey de España. Otro incidente armado ocurrió poco después, esta vez en el combate de Torres Causana ocurrido el 28 de julio de 1904, donde una vez más los peruanos rechazaron un avance ecuatoriano sobre su territorio.
La tensión más grave estalló en el año de 1910, cuando el Ecuador, gobernado entonces por el presidente ecuatoriano Eloy Alfaro, se negó a aceptar el laudo arbitral del rey de España, que aún no se emitía, pero cuyo contenido, debido a una infidencia, se llegó a conocer y que aparentemente era contrario a los intereses ecuatorianos. La prensa ecuatoriana inició una violenta campaña para desprestigiar dicho arbitraje. El 3 y 4 de abril de 1910 hubo graves atropellos contra las legaciones peruanas en Quito y Guayaquil, que fueron respondidas de igual manera en Lima. Alfaro movilizó a su país al grito de Tumbes-Marañón o la Guerra, mientras que el presidente peruano Augusto B. Leguía decretó también la movilización de su ejército y puso en pie de lucha a 23 000 hombres. Pero la intervención de Estados Unidos, Brasil y Argentina evitó el estallido de la guerra (22 de mayo de 1910). Ante la actitud ecuatoriana, el rey de España se inhibió a pronunciar sentencia, por lo que el problema limítrofe quedó pendiente.
En 1922 hubo otra disputa referida a la firma del Tratado Salomón-Lozano entre Perú y Colombia que resultó favorable a esta última nación, pues obtuvo salida directa al Amazonas. Este tratado causó malestar tanto en Perú (especialmente entre la población de Loreto, que vio con angustia como la población peruana de Leticia y un inmenso territorio amazónico pasaban a Colombia) como en Ecuador, que se veía, de esa forma, limitando con Perú por el este. Se dijo que el presidente Augusto B. Leguía suscribió este tratado bajo presión de los Estados Unidos (que aparentemente quería resarcir a Colombia por el asunto de Panamá); sin embargo, la razón primordial de Leguía fue ganarse un aliado, en momentos en que el Perú se hallaba abrumado por diversos conflictos fronterizos, especialmente con Chile, por la cuestión de Tacna y Arica. Efectivamente, una consecuencia del tratado de 1922 fue que Colombia no se aliara con el Ecuador y apoyara más bien al Perú, considerando legítima la posición de este país frente al litigio con el vecino común.

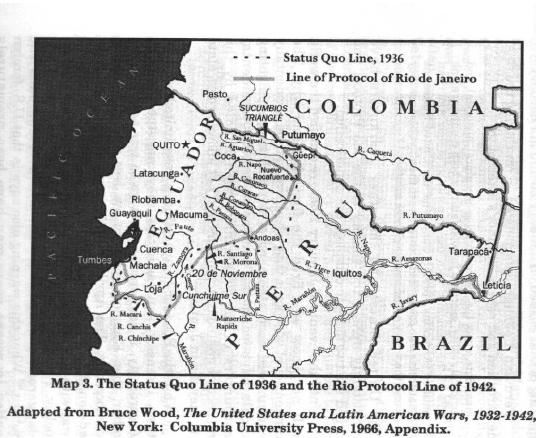
Statu quo fronterizo en 1936, previo a la guerra de 1941

Fracasado pues, el intento de solucionar el litigio limítrofe peruano-ecuatoriano vía arbitraje del rey de España, el Perú quiso llevar el asunto al Tribunal de La Haya, a lo que Ecuador se negó, pues quería entrar en arreglos directos. Ambas posiciones parecían insalvables, pero el Perú, demostrando la mejor disposición, envió a Quito sucesivamente a sus mejores diplomáticos: Víctor M. Maúrtua, Alberto Bresciani y Enrique Castro Oyanguren para gestionar un nuevo procedimiento arbitral más eficaz. Finalmente, el 21 de junio de 1924, Castro Oyanguren y el canciller ecuatoriano N. Clemente Ponce, suscribieron el Protocolo Castro Oyanguren-Ponce, que establecía una fórmula mixta al contencioso de límites: combinar el arbitraje internacional con la negociación directa paralela. Resolvieron que ambos gobiernos enviasen a Washington D. C. sus respectivas delegaciones para discutir allí el litigio y lo que no lograsen ponerse de acuerdo sería sometido al arbitraje del presidente de los Estados Unidos. Esta fórmula de negociación solo empezó a implementarse en 1936, realizándose las llamadas Conferencias de Washington, donde ambas partes fijaron, como condición previa, una "línea de statu quo", en calidad de frontera provisional mutuamente reconocida, tomando como base los territorios que de facto poseía cada país. Dentro de dicha línea provisional, en la zona correspondiente al actual departamento peruano de Amazonas, se fijaba, como frontera natural, la Cordillera del Cóndor.
Las Conferencias de Washington fracasaron debido a que el Ecuador intentó basar sus pretensiones en una falsa interpretación del Tratado Larrea-Gual de 1829, en el pseudo Protocolo Pedemonte-Mosquera y en una peculiar interpretación del uti possidetis de 1810 (1937). Poco después, los ecuatorianos realizaron acciones violatorias del statu quo de 1936.
El 11 de enero de 1941, alegando que los ecuatorianos habían realizado incursiones e incluso ocupado territorio peruano en la provincia de Zarumilla, el presidente del Perú, Manuel Prado Ugarteche, ordenó la formación del Agrupamiento Norte, una unidad militar en cargo del Teatro de operaciones del Norte.

## Antecedentes inmediatos
Durante los gobiernos del presidente peruano Augusto B. Leguía, el Perú definió los límites con casi todos sus países limítrofes: el Tratado Polo-Bustamante (con Bolivia) y el Tratado Velarde-Río Branco (con Brasil) en 1909; el Tratado Salomón-Lozano (con Colombia) en 1922; y el Tratado de Lima (con Chile) en 1929.
Quedaba pendiente el arreglo limítrofe con Ecuador, país con el que, desde fines del siglo XIX, se habían visto frustradas diversas tentativas de solución ante la intransigencia ecuatoriana en reclamar para sí territorios peruanos. Pese a que en un principio el Ecuador aceptó someter el litigio al arbitraje del rey de España, en 1910 se rebeló contra el laudo que este monarca estaba a punto de dar, porque aparentemente iría contra sus intereses, ocasionando una grave tensión con el Perú que casi provoca un conflicto armado. Gracias a la mediación de la Argentina, Brasil y Estados Unidos, se evitó la guerra, pero el rey español se inhibió de pronunciar su sentencia, fracasando así la fórmula del arbitraje. En los años siguientes, el asunto permaneció estancado, debido a las diferencias insalvables entre ambas partes: el Perú insistía en el arbitraje internacional, mientras que Ecuador quería las negociaciones directas.
Por fin, en 1924, el Perú y Ecuador, mediante el Protocolo Castro Oyanguren-Ponce, acordaron una fórmula mixta para negociar la solución del problema de límites, que consistía en combinar el arbitraje internacional con la negociación directa paralela. Recién en 1936, ambas partes se reunieron en Washington para negociar de acuerdo a dicha fórmula, fijando con prioridad una línea de statu quo en calidad de frontera provisional, tomando como base los territorios que de facto poseía cada país. Pero una vez más las conversaciones fracasaron debido a las aspiraciones ecuatorianas de llegar al Marañón y el Amazonas, lo que implicaba afectar la soberanía peruana sobre extensos territorios. Poco después, los ecuatorianos realizaron acciones violatorias del statu quo de 1936, incursionando en territorio peruano, lo que obligó al Perú a establecer una nutrida línea de puestos fronterizos, con el consiguiente desarrollo de roces y escaramuzas entre patrullas militares. La situación se agravó en 1941, desembocando en el conflicto.

## Fuerzas participantes

### Ecuador
En 1941, el dispositivo militar ecuatoriano en la provincia de El Oro estaba conformado por dos batallones de infantería y un batallón de carabineros agrupados en una Jefatura de Seguridad de la Frontera, dependiente de la IV Zona Militar con sede en Guayaquil. La pobreza de las vías de comunicación en la provincia dificultaba no sólo su integración con el resto del Ecuador, sino también un adecuado abastecimiento de los puestos militares de la frontera a lo largo del río Zarumilla. Al momento de la invasión de julio de 1941 la provincia de El Oro contaba solamente con las vías Puerto Bolívar-Machala-Santa Rosa, Machala-Pasaje, Arenillas-Chacras-Huaquillas y Chacras-Carcabón, todas ellas aprovechables únicamente en los meses secos de verano, pero intransitables en la estación lluviosa invernal. 
Después de los incidentes de los días 5 y 6 de julio las fuerzas ecuatorianas a disposición de la Jefatura de Seguridad de la Frontera en El Oro, al mando del teniente coronel Octavio A. Ochoa, eran las siguientes:
- Fuerzas dispuestas a lo largo del río Zarumilla: 3 oficiales superiores, 33 oficiales, y 743 hombres, organizados de la siguiente manera:
  - Batallón de Infantería N.º 11 "Cayambe": 2 oficiales superiores, 22 oficiales, 490 soldados.
  - Batallón de Infantería N.º 12 "Montecristi" : 1 oficial superior, 11 oficiales, 253 soldados.
- Fuerzas dispuestas en las cercanías: 4 oficiales superiores, 3 oficiales, 28 soldados, 93 voluntarios y 500 carabineros (fuerza de milicianos paramilitares subordinados al Ministerio de Gobierno), organizados de la siguiente manera:
  - En Arenillas: 2 Oficiales superiores, 3 oficiales, 14 soldados.
  - En Santa Rosa: 2 Oficiales superiores, 1 oficial, 18 soldados además de los 93 voluntarios y los 500 carabineros.

La Comandancia General de las fuerzas ecuatorianas se ubicó en Huaquillas, lugar donde estaba el ministro de Defensa y Comandante Superior del Ejército, coronel EE Francisco Urrutia Suárez, y hasta el 15 de julio de 1941 Ecuador tenía el dispositivo y efectivo aproximado siguiente:
- Para la vigilancia fronteriza, cubriendo el frente, en el sector Hualtaco-Huaquillas-Chacras-Quebrada Seca-Quebrada del Faical-Quebrada de Cazaderos, se distribuyeron las siguientes unidades:
  - Batallón de Infantería N.º 11 Cayambe al mando del mayor EE Luis A. Rosero, con 500 soldados.
  - Batallón de Infantería N.º 12 Montecristi al mando del mayor EE Félix Vega Dávila, con 500 hombres.
  - Grupo de Artillería N.º 4 Mariscal Sucre (1 batería) con 100 hombres.
  - Batallón de Ingenieros N.º 3 General Córdova (-) con 200 hombres.
- En Chacras:
  - Batallón de Infantería N.º 10 Carchi (-) con 50 hombres.
- Repartido a lo largo del frente:
  - Batallón de Carabineros Machala N.º 3 al mando del mayor Lutgardo Proaño, con 160 hombres.

El Cuerpo Aéreo Ecuatoriano contaba con:
- 3 aviones tipo Curtiss-Wright CW-19R Sparrow operativos, de los 10 que fueron comprados durante el primer gobierno de José María Velasco Ibarra (1934-1935).
- 2 Curtiss-Wright CW-14R Osprey que llegaron a Guayaquil a fines de julio de 1933.
- 7 Curtiss-Wright CW-16E Trainer, de los 8 que se compraron inicialmente y aproximadamente en 1935.
- 3 Alfa Romeo I.M.A.M. (Industrie Meccaniche Aeronautiche Meridionali's) Ro-37.bis biplanos biplazas de reconocimiento y ataque sobrevivientes del grupo de ocho que se adquirieron en 1938.
- 3 Boeing de la compañía Scadta.
- 1 Junker y
- 14 aviones de instrucción Fairchild que llegaron a Salinas, vía marítima y a principios de abril de 1941, procedentes de los Estados Unidos de América del Norte.

La Marina de Guerra del Ecuador tenía una Escuadra que estaba conformada por barcos que fueron acondicionados para el combate siendo estos:
- Buque Escuela BAE "Presidente Alfaro".
- Remolcador artillado BAE "Abdón Calderón".
- Aviso BAE "Atahualpa"
- Patrulleras: "Pinta", "Hualtaco" y "Gloria".
- 1 motovelero y
- 1 guardacostas.[50]<

De este modo, citando fuentes ecuatorianas, las fuerzas ecuatorianas presentes en la frontera no sumaban más de 3400 hombres. Fuentes peruanas, por otro lado, dan un estimado de 5214 hombres. Parte de la tropa ecuatoriana estaba armada con modernos fusiles ZB vz. 24 (llamados Mauser cortos) y ametralladoras ligeras ZB vz. 26, aunque sufrían carencias logísticas, especialmente en calzado, cascos de acero y medicamentos. Por lo inadecuado de los servicios ecuatorianos de Sanidad militar, gran parte de la tropa ecuatoriana en El Oro especialmente en los puestos a lo largo del Zarumilla, estaba afectada de paludismo y disentería.

### Perú
Como un resultado de las crecientes tensiones en la frontera durante los años 1939 y 1940, el presidente del Perú Manuel Prado Ugarteche autorizó en diciembre de 1940 la creación del Agrupamiento del Norte. En julio de 1941, esta unidad estaba lista para iniciar operaciones militares.
Agrupamiento del Norte

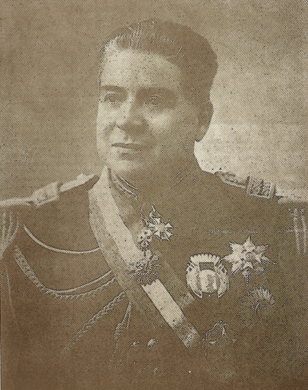
Mariscal. Eloy Ureta Montehermoso del Ejército del Perú.

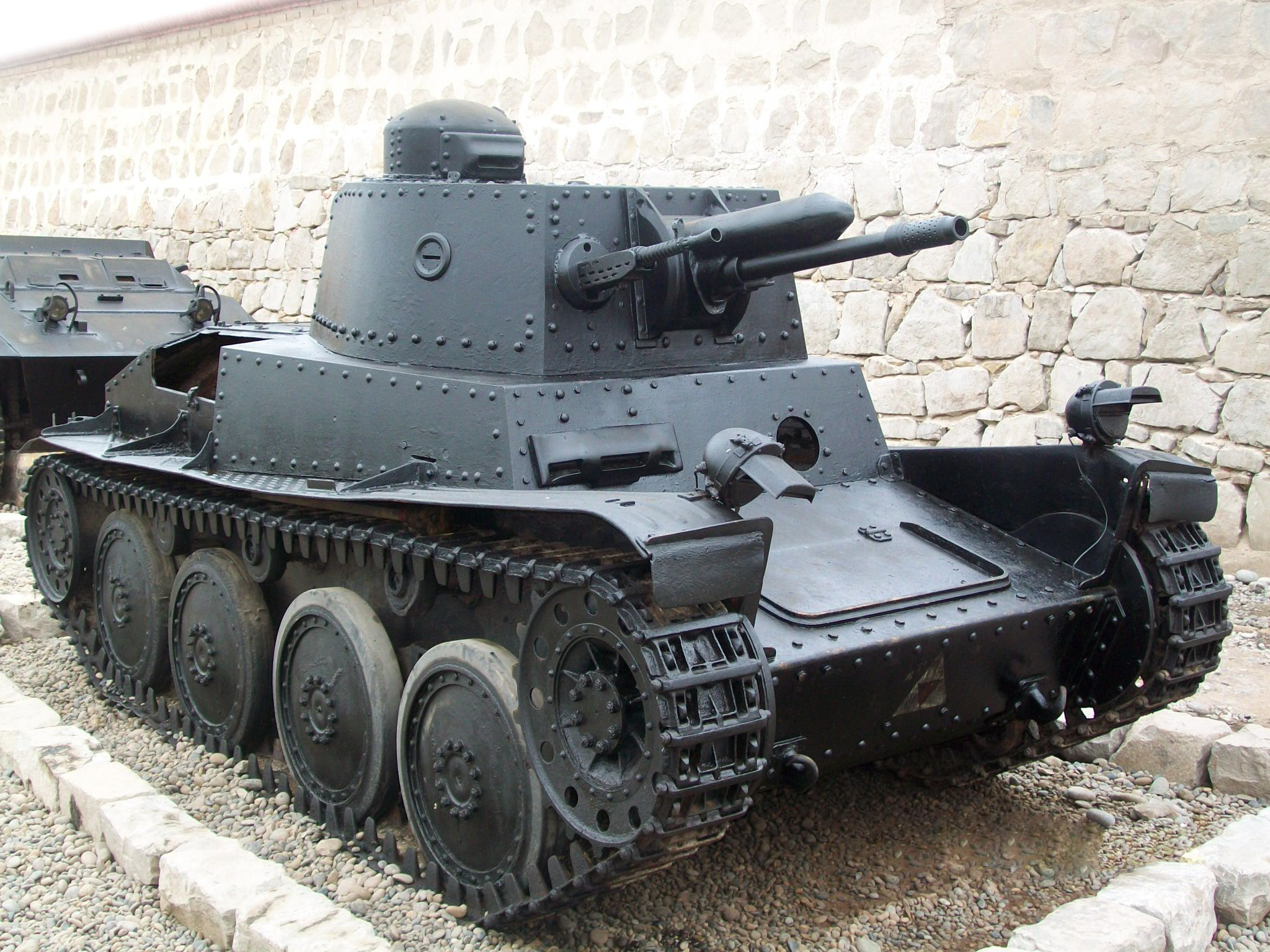
Tanque LTP de manufactura checa, preservado en la Fortaleza del Real Felipe. Estos tanques sirvieron con el Ejército del Perú en la Guerra del 41.

- Comando General del Agrupamiento (comandante general: general de brigada EP Eloy Gaspar Ureta Montehermoso; Jefe del Estado Mayor: teniente coronel EP Miguel Monteza Tafur)
  - Regimientos de Caballería N.º 5 y 7
  - Grupo de Artillería de Campaña N.º 8 (8 cañones de 105 mm)
  - Destacamento de Tanques del Ejército (12 tanques LTP)
- 1.ª División Ligera (coronel EP Luis Vinatea Almonte)
  - Batallones de Infantería N.º 1, 5 y 19
  - Grupo de Artillería de Campaña de Montaña N.º 1 (8 cañones)
  - 1.ª Compañía de Zapadores
  - 1.ª Sección antiaérea
- 8.ª División Ligera (Coronel EP César A. Salazar Cartagena)
  - Batallón de Infantería N.º 20
  - Grupo de Artillería de Campaña N.º 8 (8 cañones)
  - 8.ª Compañía de Zapadores
- Destacamento Militar "Chinchipe" (teniente coronel EP Víctor Rodríguez Zumarán.)
  - Batallón de Infantería N.º 33 (2 compañías de infantería ligera)
- División de Selva del Ejército (Nororiente) (general de división EP Antonio Silva Santisteban)

Destacamento de Aviación
- Al mando del Comandante CAP César Álvarez Guerra.
- El núcleo de la aviación peruana de combate estaba compuesto por:
  - 5 cazas interceptores North American P-64, conocidos como “Torito”, que eran una versión del North American P-64.
- Además disponía de:
  - 20 aviones Caproni (6 CA-310, 3 CA-135, 6 CA-114, 5 CA-111).
  - 9 Douglas 8A-3P "Northrop".
  - 4 hidroaviones biplanos (3 Curtis Falcón y 1 Vought Corsair)
  - 5 aviones biplanos Fairey Fox y
  - 1 Junker Ju-52.

Destacamento de Marina
- Al mando del Capitán de Navío AP Grimaldo Bravo Arenas.
- Estaba conformado por:
  - División de Cruceros:
    - Crucero Explorador BAP Almirante Grau.
    - Crucero Explorador BAP Coronel Bolognesi.

  - División de Destroyers:
    - Destructor de línea BAP Almirante Villar.
    - Destructor de línea BAP Almirante Guise.

  - División de Submarinos:
    - BAP Islay "R-1"
    - BAP Casma "R-2"
    - BAP Pacocha "R-3" y
    - BAP Arica "R-4".
- Transporte BAP Rímac.
- Petrolero BAP Pariñas y
- Patrulleras: "101", "102", "103" y "104".[50]<

La fuerza total del Agrupamiento del Norte al inicio de las operaciones se calculaba en 441 Oficiales y 9386 soldados.<

## Inicio del conflicto

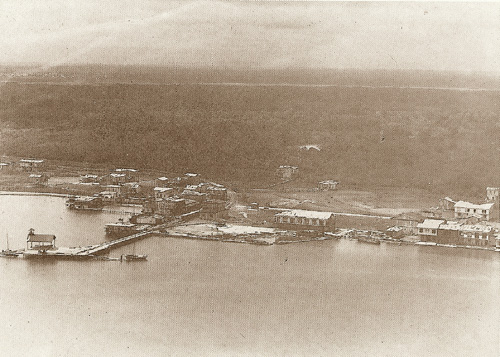
Imagen de reconocimiento de Puerto Bolívar por parte de la aviación Peruana

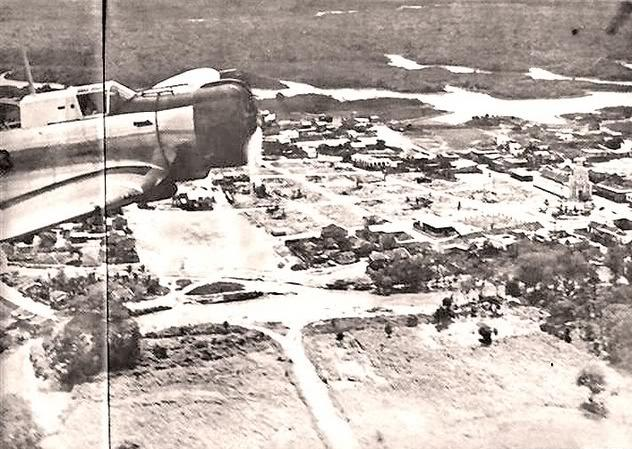
Avión peruano Douglas 8A-3P "Northrop" del XXXI Escuadrón de Información Estratégica y Ataque haciendo un reconocimiento aéreo de los daños causados a la ciudad ecuatoriana de Santa Rosa. Se observan claramente varias manzanas arrasadas así como la iglesia ubicada en la plaza y que ha quedado en pie.

### Incidente del 5 de julio de 1941
La guerra peruano-ecuatoriana se desarrolló entre 1941 y 1942. Las versiones de Perú y Ecuador sobre quien inició las hostilidades solo coinciden en que los primeros encuentros ocurrieron en la mañana del sábado 5 de julio de 1941.
- La versión ecuatoriana afirma que los incidentes del 5 de julio se iniciaron cuando una patrulla fronteriza ecuatoriana encontró a algunos civiles peruanos, protegidos por policías, limpiando de vegetación un terreno en el lado ecuatoriano del río Zarumilla. Al divisar a la patrulla, los policías peruanos abrieron fuego y mataron a dos soldados ecuatorianos (Emboscada de Bramador), a esto siguió un intercambio de disparos entre las tropas ubicadas a ambos lados de la frontera, a la vez que dos oficiales ecuatorianos fueron enviados a Aguas Verdes para hablar con el oficial al mando. Ellos fueron advertidos por las autoridades peruanas de volver a sus líneas.[52]
- La versión peruana, según el parte oficial del alférez GC Miguel Bocángel Cuadros[53][54] jefe del puesto de la Guardia Civil del Perú establecido en la localidad de Aguas Verdes, señala que a las 10.30 horas de la mañana del sábado 5 de julio de 1941, el Ejército del Ecuador atacó a los puestos peruanos de Aguas Verdes, La Palma, El Porvenir, Lechugal, Quebrada Seca y Matapalo. La Guardia Civil del Perú, que contaba con medios limitados de combate, por más de 30 minutos se enfrentó al atacante y contuvo su avance. Ante ello, los peruanos respondieron enviando una compañía de infantería a Aguas Verdes que rechazaron a los ecuatorianos obligándolos a retirarse al otro lado del río Zarumilla. Luego de los incidentes entre las guarniciones de Huaquillas y Aguas Verdes, los enfrentamientos se extendieron a otros puntos de la línea de frontera, siendo particularmente intensos en la región de Chacras, en donde las fuentes peruanas refieren otro intento ecuatoriano de atravesar el río, el cual habría sido rechazado por personal del Batallón de Infantería n.º 5. Tras los incidentes, el Comando del Agrupamiento del Norte dispuso el desplazamiento de la 1.ª División Ligera a sus posiciones previstas a lo largo de la ribera del Zarumilla.  El 6 de julio, la aviación militar peruana realizó ataques aéreos contra los puestos fronterizos ecuatorianos a lo largo del río.[55]

Las fuerzas armadas del Perú, en aquel periodo contaban con tropas más numerosas, mejor equipadas y preparadas, luego de cruentos combates y tenaz oposición presentada por el adversario, a las fuerzas ecuatorianas, que eran de 5214 hombres retirándolos de los márgenes del Zarumilla y procediendo a ocupar la provincia de El Oro. 

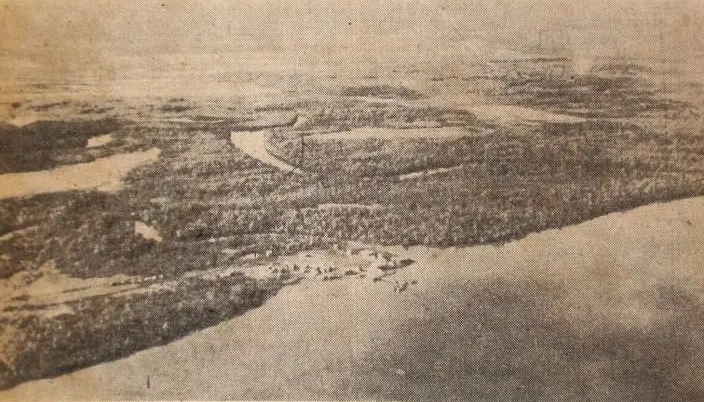
Aerofotografía parcial del litoral y territorio ecuatoriano durante la ocupación peruana de Puerto Bolívar y ciudades de Machala y Santa Rosa el 31 de julio de 1941.

Luego de los incidentes fronterizos, en la noche del 6 de julio el comandante superior del Ejército ecuatoriano dispone la formación de la V Brigada de Infantería en El Oro, al mando del coronel Luis Rodríguez, que fue constituida por un batallón de Carabineros tomado de Guayaquil, dos batallones de infantería que debían marchar desde Quito, el Grupo de Artillería "Mariscal Sucre" y los elementos de la Jefatura de Seguridad de la Frontera, compuestos por los batallones "Montecristi" y "Cayambe" y un batallón de carabineros.
El ejército peruano utilizó en su campaña militar en la costa ecuatoriana, 12 tanques LTP checoslovacos los cuales eran bastante avanzados tecnológicamente para la época y tenían autonomía de 250 km, los que fueron útiles para permitir el avance las fuerzas peruanas en el territorio ecuatoriano.

### Batalla de Zarumilla

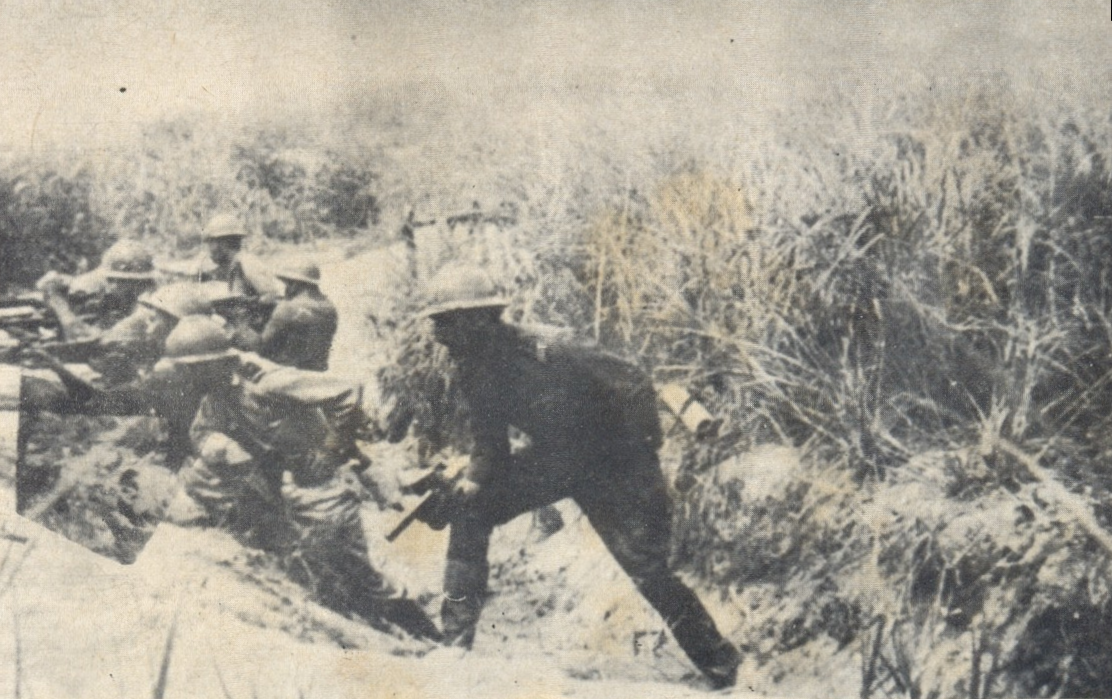
Tropas peruanas durante una batalla en la isla de Tembleque

El 23 de julio de 1941, luego de diversos choques fronterizos, las fuerzas militares peruanas lanzaron una ofensiva militar contra la provincia costera de El Oro donde merced a su superioridad numérica, cualitativa y material derrotaron a las fuerzas ecuatorianas de la zona. Ante ello, rápidamente el presidente ecuatoriano Carlos Arroyo del Río ordenó a los militares ecuatorianos un unilateral e inmediato cese de fuego, que se declaró a partir de las 06:00 horas del 31 de julio de 1941.
Arroyo del Río fue acusado de traidor por varios sectores de su país, arguyendo que ordenó la concentración de tropas y de material bélico en los alrededores de la capital ecuatoriana y traer desde las ciudades del interior del Ecuador, que aún no estaban ocupadas militarmente por las tropas peruanas, todas las tropas disponibles por tren hacia Guayaquil, e iniciar la defensa de aquellas dos principales ciudades ecuatorianas.

### Frente La Tina - Macara

Teniente Edmundo Chiriboga, muerto por fusilamiento durante la ocupación peruana en Quebrada Seca. Estaba al mando del Batallón Carchi que había tomado posiciones en ese sector.

Este frente estaba comprendido desde la Quebrada de Pilares, hasta La Tina y el Chinchipe, estuvo a cargo de la 8.ª División Ligera, al mando del coronel EP César A. Salazar Cartagena.
En Macará había una buena cantidad de peruanos, los cuales eran víctimas de la hostilidad de las fuerzas ecuatorianas. El 25 de julio se tuvo conocimiento que el Consulado del Perú había sido apedreado y el escudo peruano, arrastrado.
Las autoridades militares peruanas de La Tina protestaron y pidieron explicaciones, enviando a un sargento y dos soldados para recibir la respuesta. Fueron recibidos con una ráfaga de ametralladora, resultando muerto el sargento y heridos los dos soldados.
El comandante EP César Yánez, jefe del Regimiento de Caballería N.º 7, apoyado por una compañía del Batallón de Infantería N.º 19 y una batería del Grupo de Artillería N.º 8, cruzaron el río el 30 de julio y tomaron Macará, habiendo sido la oposición muy leve. Luego con el apoyo de la compañía que mandaba el capitán Fernando del Risco, vencieron a los contrarios en la acción de Vado Limón.
La acción contra Macará fue de represalia, en la cual se cometieron excesos. Dos días más tarde las fuerzas peruanas desocuparon Macará y volvieron a sus emplazamientos.
En Pampa Larga, provincia de Sullana, había una fuerza peruana a órdenes del comandante EP Carlos Herrera Lynch. Fueron atacados por las fuerzas enemigas de Zapotillo, las que fueron derrotadas y el mencionado pueblo capturado. Al igual que Macará, fue desocupado días más tarde.
Narra también Efrén Reyes, que el 25 de julio de 1941 en el sector de Chacras, fuertes contingentes peruanos precedidos por un tanque rodearon a un grupo de 25 soldados que estaban al mando del teniente EE César Edmundo Chiriboga Gonzáles, que se negaron a rendirse y pelearon hasta que no quedó uno solo. En ese lugar, los peruanos pusieron una placa que decía: “Teniente César E. Chiriboga Gonzáles y 25 hombres de tropa caídos el 25 de julio de 1941, en cumplimiento del deber”.
Posteriormente en el mes de septiembre, después de haberse decretado el alto al fuego, sucedieron las siguientes acciones, la emboscada de Porotillo y la emboscada de Panupali.

### Combates de Yaupi-Santiago
A pesar del acordado cese al fuego hubo enfrentamientos armados en la zona amazónica habiendo las tropas peruanas de la División de Selva iniciado, entre el 1 y el 2 de agosto de 1941, una ofensiva sobre las guarniciones ecuatorianas ubicadas sobre los ríos Yaupi y Santiago.

#### Caída en combate del subteniente del Ejército ecuatoriano Hugo Ortiz
El 2 de agosto de 1941 en Gapizum, a orillas del río Santiago, el puesto ecuatoriano de diez soldados, comandando por el subteniente Hugo Ortiz Garcés, de 20 años de edad, fue tomado por fuerzas peruanas. Ortiz se negó a rendirse y fue muerto por los soldados peruanos, quienes lo enterraron envuelto en la bandera del pequeño destacamento ecuatoriano, que resguardaba la zona de Yaupi. Sus restos fueron traslados a Quito en 1943. Previamente, había sido atacado el 1 de agosto el puesto de Yaupi, según el parte del propio Ortiz, por no menos de 100 soldados peruanos armados con ocho ametralladoras.
En la confluencia de los ríos Yaupi y Santiago Ecuador estableció dos pequeñas guarniciones, una situada sobre el río Santiago y otra sobre el río Yaupi, separadas por una distancia de alrededor de 2 km una de otra, se caracterizaban por estar aislada en medio de la selva sin poblaciones cercanas, teniendo que ser abastecidas a lomo de mula en viajes de varias semanas.
El 1 de agosto de 1941 unidades peruanas atacaron y tomaron el destacamento del río Yaupi, el subteniente Ortiz supo que su destacamento sería el próximo en ser atacado y envió a su superior un último parte.
Texto del parte del subteniente Hugo Ortiz con fecha 1 de agosto de 1941:

Señor teniente coronel

Primer Comandante del Batallón n.º 13 "Ecuador"
Méndez.
El día de hoy, a las seis horas, cinco minutos de la mañana, se oyó en este Destacamento fuego intenso de ametralladoras y fusilería provenientes de Yaupi, lo cual significa que estaban combatiendo. Inmediatamente dispuse que el soldado José Santos Quiñónez, pasara al río Santiago, en la canoa del Destacamento, y fuera por la pica nueva, con dirección a Yaupi, a informarse de la situación. Asimismo, dispuse que el Cabo Primero Julio Jaramillo, con el soldado Molina, se quedaran cuidando el Destacamento, mientras el suscrito con el Cabo Herrera Suárez y los tres restantes soldados, avanzaba en dirección a Yaupi, por la ribera derecha del Santiago.
El fuego duró hasta las seis y cuarenta y cinco minutos de la mañana, después silenció completamente. Avancé hasta el lugar donde el río Santiago se divide en dos brazos, alcanzando a ver a más de 300 metros de distancia y en la orilla izquierda, tropa que no podía se identificada, alcanzando a contar hasta nueve individuos. Supuse que debían ser peruanos, por la observación de las dos canoas que estaban en dicha orilla.
Sin saber ciertamente cuál era la situación y cuál había sido el motivo de la cesación del fuego, y además por la distancia a la cual se encontraba el enemigo, decidí permanecer en actitud de observación. Después de 15 minutos se pudo distinguir que se embarcaban lentamente por la orilla izquierda del río. Resolví entonces continuar avanzando por la orilla derecha del río, con el objeto de llegar resueltamente al Destacamento de Yaupi. Habiendo llegado a la ribera derecha del brazo izquierdo del río, ocupamos lugares adecuados para la observación. La distancia a la cual se encontraba el Destacamento de Yaupi, de nuestra posición, era más o menos de 300 metros. Se observó que en el Destacamento de Yaupi todo estaba calmado y que dos individuos se encontraban en el Puerto. Y que subieron hacia las casas transportando algo. Continuando con la observación, aparecieron soldados, seguramente peruanos, por el uniforme, por los alrededores de las casas, pudiendo contar hasta quince (solo los que fueron vistos). Por todo lo observado, me di cuenta que el Destacamento de Yaupi había sido tomado por los peruanos. Pensé que hubiera sido infructuosa cualquier acción de fuego contra el Destacamento por lo siguiente:
1. No sabía ciertamente cuál era la situación por la que atravesaba el Destacamento.
2. La fuerza disponible era de un oficial y cuatro fusileros.
3. Había que regresar al Destacamento a mi mando.
A las 12 y 15 p.m., hora hasta la cual permanecimos observando, iniciamos el regreso al Destacamento de mi mando, habiendo en el mismo las siguientes novedades:
- El soldado José Santos Quiñónez había regresado al encontrarse en el camino con el Cabo Segundo Francisco Ballesteros, que venía del Destacamento de Yaupi. No le había informado que dicho Destacamento fue tomado por las tropas peruanas.
- El mismo Cabo Ballesteros había seguido viaje a Méndez antes de que yo llegara.
- El soldado Juan de la Rosa, del Destacamento de Yaupi, se encontraba también presente, manifestando que había logrado retirarse a tiempo.
Después de 15 minutos que hube llegado, aparecieron en la ribera izquierda del río Santiago, dos soldados ecuatorianos, que al ser trasladados a este lugar, resultaron ser los soldados García y Preciado, también del Destacamento de Yaupi. Por informaciones de los tres soldados antes citados, tuve conocimiento de lo siguiente: fueron atacados a las seis horas, cinco minutos, de la mañana, por tropas peruanas en número mayor de 100 hombres, empleando por lo menos 8 ametralladoras. El ataque fue seguramente bien preparado. El fuego había sido intenso.
Se resistieron hasta cuando el enemigo hubo asaltado el Destacamento. El soldado Juan de la Rosa vio caer al soldado Tipatuña y Cisneros, ignorando si habrán sido heridos o muertos. Con respecto a la suerte del resto del personal, inclusive el Subteniente Vásconez, dicen los soldados de Yaupi ignorarlo absolutamente.
El personal que existe actualmente en este Destacamento, es el de: un oficial y 10 de tropa, inclusive el soldado J. de la Rosa, que irá en comisión el día de mañana, llevando este oficio hasta el Destacamento La Unión. El armamento del Destacamento está constituido por un F.A., ZB, de cuyo estado de funcionamiento es aventurado asegurar que esté bueno por la falta de lubricación. Fusiles Mauser en buen estado, 12, fusiles Mauser-Manglicher [sic] 2, en mal estado. Municiones no alcanzan a 2000 cartuchos.
Debo hacer conocer al Comando que la nueva situación ha nulitado el tráfico del correo por Macas a Yaupi-Santiago. Pido que este Destacamento sea reforzado cuanto antes, ya que está expuesto a correr la misma suerte que la del Destacamento de Yaupi.
Sin embargo, su Comandante y todo el personal del Destacamento de Santiago, resistirán hasta el último instante, sean cuales fueren las circunstancias, cualquier acción del enemigo, así fuera con la vida. Solicito al mismo tiempo, órdenes e instrucciones con referencia a la presente situación y a futuras consecuencias.
Honor y Patria
El Comandante del Destacamento
(f) Hugo Ortiz G.

Subteniente de Caballería

En la mañana del 2 de agosto de 1941 el destacamento del río Santiago fue atacado por fuerzas peruanas, luego de resistir la guarnición fue rodeada e incendiada, un oficial peruano conminó rendición al subteniente Ortiz, quien se negó y murió combatiendo.
Sobre esta acción el teniente coronel Ángel Duarte, comandante del Batallón No-13 Ecuador reportó:

El día 2 de agosto y el 3 del mismo mes, sucedió lo previsto, pues los peruanos en número de 300 más o menos y comandados por seis oficiales y guiados por jíbaros traicioneros a nuestra causa y por los espías que fueron devueltos, atacaron sucesivamente los pequeños  destacamentos de Yaupi y Santiago y solamente después de una tenaz resistencia y agotados todos los medios de defensa, fueron vencidos dichos destacamentos y ocupados por los peruanos, los que en su atrevida invasión dejaron un saldo de oficiales, de tropa y algunos jíbaros muertos"… "De mi parte acusé la muerte del señor Subteniente Hugo Ortiz Garcés y de seis de tropa, habiendo caído prisionero el Subteniente Alberto Vinueza y tres de tropa"…
"Aclaro que el señor Subteniente Ortiz era Jefe del Destacamento en Santiago, y además que no se registró el caso de ningún desaparecido"… "Debo consignar la valerosa actitud del señor Subteniente Ortiz, quien en medio del fragor del ataque, alcanzó a mandar a este Comando el Parte respectivo, con la celeridad del caso, a la plaza Méndez, para luego caer heroicamente acribillado por las balas invasoras…"

Homenajes póstumos
- Poco después del combate las fuerzas peruanas enterraron con honores militares al Teniente Hugo Ortiz amortajado en la bandera del destacamento.
- Mediante Decreto Ejecutivo n.º 113 el presidente de la República ascendió póstumamente a Hugo Ortiz al rango de teniente.
- Mediante Decreto n.º 1572 se le concedió la condecoración "Estrella Abdón Calderón Primera Clase".
- Por Orden General del 29 de octubre del 1941 se denomina al destacamento fronterizo del río Santiago "Puesto Militar Teniente Ortiz".
- En entre septiembre y octubre de 1943 los restos de Hugo Ortiz Garcés y sus hombres son exhumados y transportados a Quito donde son depositados con honores militares en el templete de los héroes de la Escuela Superior Militar Eloy Alfaro.
- En la ciudad de Cuenca, el mayor Julio Orellana Barriga, primer comandante del Grupo de Caballería "Teniente Ortiz", inauguró el 24 de febrero de 1959 un busto en memoria del héroe.
- En la ciudad de Quito el 26 de febrero de 1960 se inauguró un monumento en las calles Mariana de Jesús y América.
- El 6 de abril de 1992 se inauguró el Colegio Militar Teniente Hugo Ortiz en la ciudad de Guayaquil.

### Operaciones navales

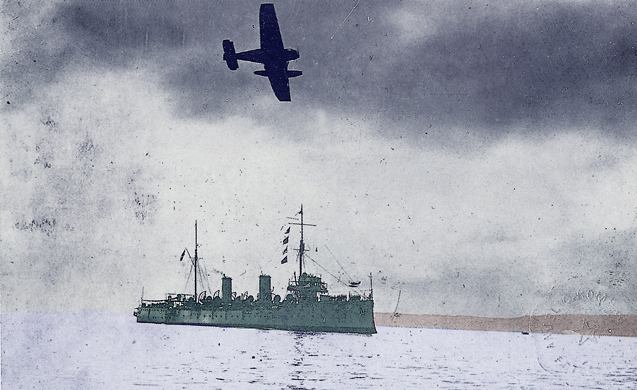
Avión del Cuerpo Aeronáutico del Perú escoltando a uno de los Cruceros Exploradores del Destacamento Naval de la Marina de Guerra del Perú durante el curso del bloqueo del litoral ecuatoriano en la Campaña Militar del Norte y Nororiente de 1941.

Como parte de las acciones navales efectuadas durante el conflicto, la Marina de Guerra del Perú participó con sus unidades enviándolas progresivamente hacia el norte peruano, teniendo como misión inicial efectuar la vigilancia en la zona fronteriza de los Esteros en el Departamento de Tumbes mediante el empleo de las unidades de la Flotilla de Patrulleras, las mismas que también efectuaron la defensa de los puestos fronterizos peruanos y la expulsión de tropas infiltradas ecuatorianas. El empleo de las unidades de la Escuadra tuvo como objetivo asegurar la libre navegación en el extremo norte del Perú.
En el caso de ruptura de hostilidades, estuvo previsto que las unidades de la Escuadra actuasen ofensivamente, para interceptar las comunicaciones marítimas de la provincia de El Oro con Guayaquil, mediante el bloqueo del litoral ecuatoriano. En virtud a dicha misión, a la Escuadra se le asignó como área de operaciones, el área marítima Paita-Golfo de Guayaquil bajo las órdenes del comandante general de la Escuadra, cargo desempeñado en ese entonces por el capitán de navío Grimaldo Bravo Arenas; a la Flotilla de Patrulleras de Esteros, el área de los Esteros ubicada sobre la frontera de ambos países, comprendida entre la Boca de Capones y Noblecilla, a la que los ecuatorianos llaman isla Alto Matapalo; y, a la Fuerza Fluvial del Amazonas, se le encargó el área fluvial fronteriza con el Ecuador.
En el caso de la Armada del Ecuador, carecía de unidades de combate de gran calado, estando conformada la Escuadrilla ecuatoriana por el buque escuela "Presidente Alfaro", el cañonero "BAE Calderón" y el aviso "Atahualpa", un pequeño barco de aprovisionamiento. Todas estas naves fueron adquiridas a fines del siglo XIX y principios del XX, por lo que al momento del conflicto ya eran obsoletas. Además, no eran barcos de guerra sino mercantes armados. La de mayor tonelaje era el "Presidente Alfaro", un yate de 869 toneladas, fabricado en Inglaterra en 1917, que carecía de blindaje. El "Calderón" había sido fabricado en 1884 en Inglaterra y sirvió como remolcador en Chile, y entró en servicio en 1886 en la Armada del Ecuador, con el nombre inadecuado de "Crucero Cotopaxi". Desplazaba apenas 300 toneladas, con velocidad máxima de 8 nudos y dotación de 54 hombres. El comandante del "Calderón" era el teniente de fragata Rafael Morán Valverde. Los primeros barcos de guerra de la Armada del Ecuador se compraron recién en 1950. Ecuador carecía de submarinos, pues los primeros se adquirieron en 1974.

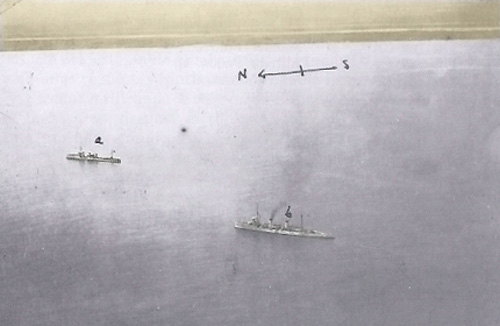
Buques de guerra peruanos bloquean la costa ecuatoriana.

Al iniciarse en conflicto (5 de julio), solo cuatro unidades de la Escuadra peruana se hallaban en condición de hacerse presentes de inmediato en el Teatro de Operaciones Norte. Estos buques eran el crucero "Coronel Bolognesi" y el destructor "Almirante Villar", que se hallaban en el Callao y los submarinos "R-1"y "R-2", que se hallaban en Talara desde el 9 de mayo efectuando ejercicios y patrullajes en el litoral norte. El crucero "Almirante Grau" y el destructor "Almirante Guise", se hallaban completando su recorrido y carena anual en la Base Naval del Callao. Por su parte, en el puerto chileno de Valparaíso se hallaba el transporte "Rímac", efectuando un viaje comercial, y el petrolero "Pariñas" se encontraba realizando cabotaje en la costa peruana.
Ni bien se conocieron las noticias acerca de los incidentes en la frontera con el Ecuador, el jefe de Estado Mayor General de la Marina ordenó al comandante general de la Escuadra el 6 de julio por la noche el envío inmediato de las unidades operativas, en virtud de lo cual se dispuso el alistamiento del destructor "Almirante Villar" y del crucero "Coronel Bolognesi", con la misión de zarpar hacia Zorritos, para apoyar en las operaciones militares del Agrupamiento Norte. Consecuentemente a la orden recibida, el día 7 de julio, el "Almirante Villar" zarpó hacia puerto Villar en Zorritos con órdenes de reabastecerse allí y esperar órdenes, seguido luego por el "Coronel Bolognesi", que hizo lo propio pero dirigiéndose primero al puerto de Salaverry, en donde embarcó al Batallón N.° 3 de Infantería del ejército con el equipamiento respectivo, arribando a Talara dos días después.
A la llegada del coronel Bolognesi a Talara, a bordo se efectuó una reunión entre el capitán de navío Bravo Arenas, comandante general de la Escuadra y el general de Brigada Eloy Ureta, comandante general del Agrupamiento Norte (AGRUNOR), con la finalidad de coordinar el apoyo requerido de las unidades de la Escuadra.
Luego, entre los días 10 y 13 de julio, el "Coronel Bolognesi" y el "Almirante Villar" efectuaron el convoyado desde el Callao hacia el norte de los transportes "Mantaro" e "Ireland" de la Compañía Peruana de Vapores, así como al petrolero "Pariñas" (que se había incorporado a la Escuadra), buques todos que transportaban tropas y pertrechos para el Ejército en el Norte.
Hacia el día 21, anticipando una posible acción ecuatoriana en la línea de frontera, el Agrupamiento Norte tuvo listo planes para efectuar una contraofensiva, la que finalmente se dio entre los días 22 y 23 de julio, en lo que se ha conocido como la Batalla de Zarumilla. Siendo esta situación de conocimiento del alto mando naval peruano, el 21 de julio, el jefe del Estado Mayor General de la Marina, emitió el Plan de Campaña n.º 1, a ejecutarse en caso de un recrudecimiento de las acciones, contemplándose la ejecución de las operaciones en cinco fases a ser desarrolladas en coordinación con el ejército y la aviación. La quinta fase, que correspondía a una escalada mayor en el conflicto, consideraba el asedio a Guayaquil, luego de haberse desembarcado y capturado las islas Puná, Santa Clara y haber bombardeado y desembarcado en Santa Helena.
Luego, el día 22 de julio hallándose en Zorritos, el comandante general de la Escuadra recibió la Orden de Operaciones del Agrupamiento Norte N.° 3, en la cual se ordenaba entre otras misiones, que las unidades de la Escuadra se mantuviesen en aguas territoriales, listas a cortar las comunicaciones de Puerto Bolívar con Guayaquil, interceptando el Canal de Jambelí, especificando que el ingreso a aguas ecuatorianas se haría con orden desde AGRUNOR, en apoyo a avance terrestre, para cortar retaguardia y reabastecimiento ecuatoriano. Al día siguiente, el "Coronel Bolognesi" y el "Almirante Villar" efectuaron navegaciones de exploración y patrullaje hasta Boca Capones (que era el límite de las aguas territoriales peruanas), con el objetivo dar protección a las tropas del ejército en sus operaciones de avance hacia el norte por el lado de mar.
Según la Armada del Ecuador, el 23 de julio, personal del aviso "Atahualpa", al mando del alférez de fragata Víctor Naranjo Fiallo repelió el ataque de los varios aviones peruanos, logrando el derribo de uno de ellos. Según el parte del alférez Naranjo, el grumete Eleuterio Chalá logró el derribo en la zona del canal de Jambelí.

#### Combate en el Canal de Jambelí
El 25 de julio, el "Abdón Calderón", un pequeño cañonero artillado ecuatoriano, que ingresaba al Canal de Jambelí, se retiró hacia Puerto Bolívar, luego de avistar al destructor peruano "Almirante Villar", efectuándose un breve intercambio de disparos sin consecuencia alguna. El Calderón también repelió varios de los ataques aéreos peruanos.
El día 25 de julio, el destructor "Almirante Villar”, zarpó de Zorritos con la misión de ingresar en aguas ecuatorianas y efectuar patrullaje y reconocimiento en la zona. Fue entonces, que hallándose en inmediaciones del canal de Jambelí, divisó al cañonero ecuatoriano "Abdón Calderón". El buque ecuatoriano, que se hallaba en tránsito hacia Guayaquíl, al reconocer al buque peruano, viró 180° respecto a su rumbo, emprendiendo su travesía hacia Puerto Bolívar efectuando disparos. El "Almirante Villar" hizo lo propio maniobrando en círculos evitando aproximarse demasiado a la costa por el bajo fondo allí existente, y tras 21 minutos de intercambio de disparos infructuoso por ambos lados, concluyó el enfrentamiento, El destructor "Almirante Villar", continuó sus operaciones ininterrumpidamente en el Teatro de Operaciones Norte hasta el mes de octubre de ese año. En cambio, de acuerdo a lo informado por su propio comandante, el "Abdón Calderón" sufrió graves daños en su caldera, al forzar su motor para ocultarse tras la densa vegetación existente en el Canal de Jambelí y estero de Santa Rosa.
No hay evidencias de que el destructor peruano "Almirante Villar" haya recibido los impactos y sufrido las averías que el Comandante ecuatoriano Morán, a cargo del "Abdón Calderón" describió en su informe.
En los días subsiguientes, las naves de la Escuadra continuaron con su misión: el "Almirante Grau" y el transporte "Rímac" zarparon el 23 de julio hacia Paita y Talara transportando a dos batallones de infantería, un regimiento de caballería, 12 tanques, ganado, munición y otros pertrechos. Los submarinos "R-3" y "R-4" concluyeron su recorrido y carena, zarpando el 25 de julio e incorporándose a la escuadra en Paita el día 27. Y el último buque en partir del Callao fue el destructor "Almirante Guise", que luego de concluir recorrido, arribo a Zorritos el 26 de julio por la tarde.
Una vez reunidas todas las unidades peruanas en el norte, se dispuso una reorganización administrativa de la Escuadra mientras durasen las operaciones por el conflicto. Mediante una orden de operaciones, el comandante general de la Escuadra dispuso la conformación de dos bases y un grupo de exploración con base avanzada en Pto. Pizarro. En la base establecida en Paita, se hallaría un grupo de exploración conformado por el submarino "R-4" y tres hidroaviones del Cuerpo Aéreo a ser asignados para conformar el escuadrón de cooperación de la Marina; en Zorritos a cargo de COMDRA, quedaban el "Almirante Grau", el "Almirante Villar", el "R-3" y el "Rímac"; y en el Puerto Pizarro, a órdenes del Comandante de la División de Submarinos, quedaron el "Coronel Bolognesi", el "Almirante Guise" y los submarinos "R-1" y "R-2".
En preparación al avance de las tropas peruanas sobre la provincia ecuatoriana de El Oro, las unidades de la Escuadra Peruana efectuaron varias misiones en cercanías de la costa ecuatoriana. El 28 de julio, los submarinos "R-1" y "R-2" efectuaron un reconocimiento en la boca del Canal de Jambelí a fin de detectar la presencia de artillería. Al día siguiente, el "Coronel Bolognesi" y el "Almirante Guise", durante el patrullaje frente al Canal de Jambelí, realizaron el bombardeo sobre Punta Jambelí y Puerto Bolívar, en preparación al avance peruano sobre El Oro. Como resultado de estas acciones, la población del puerto ecuatoriano evacuó dicho lugar, lográndose adicionalmente la suspensión de todo el tráfico de cabotaje hacia allí y la interrupción del transporte de tropas y abastecimientos a las guarniciones ecuatorianas del área.
Finalmente, previa la orden de cese de hostilidades emitida por el AGRUNOR para hacerla efectiva el 31 de julio a 18:00 horas, la Comandancia General de la Escuadra recibió instrucciones de efectuar la captura de Puerto Bolívar, acción que fue cumplida por personal naval procedente del crucero "Coronel Bolognesi" y del remolcador "Guardián Ríos", buque al que se le encargó ejecutar la misión. Ese mismo día, en Puerto Bolívar desembarcó una sección con 20 hombres a cargo del Teniente Segundo Jesús Polar Valdivia de la dotación del "Coronel Bolognesi", quienes se hallaron con la novedad que Puerto Bolívar había sido evacuado a consecuencia de los bombardeos de la Escuadra y del Cuerpo Aéreo, hallando asimismo a tres paracaidistas peruanos que habían llegado previamente allí luego de ser lanzados desde una aeronave del CAP. Los marinos peruanos permanecerían en Puerto Bolívar hasta el 18 de agosto inclusive. Durante la ocupación de Puerto Bolívar, la Armada nombró a un oficial naval peruano para desempeñar las funciones de Capitán de Puerto.
Debido al total repliegue de las naves ecuatorianas hacia Guayaquil, y dado que en el frente marítimo ya no existía ninguna amenaza, la Escuadra se fue replegando progresivamente al Callao, el "Coronel Bolognesi" llegó al primer puerto el 24 de agosto; el "Almirante Villar" el 1.º de octubre, seguido por los submarinos "R-3" y "R-4" el 25 del mismo mes; mientras que en diciembre retornaron el "Almirante Guise" y los submarinos "R-1" y "R-2" los días 15, 18 y 23, respectivamente. El único buque que permaneció en Talara hasta el año siguiente fue el "Almirante Grau", desde donde tomaría parte nuevamente con los demás buques de la Escuadra en patrullajes de guerra en el Norte por la Segunda Guerra Mundial.

### Campaña aérea

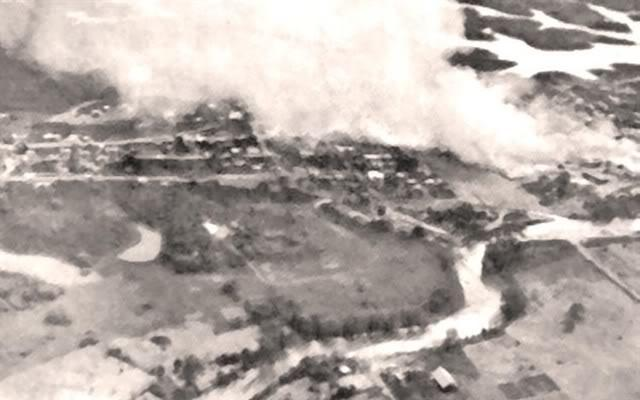
Bombardeo aéreo de la localidad ecuatoriana de Arenillas hecho por los aviones bombarderos del Cuerpo Aeronáutico del Perú en la Campaña Militar del Norte y Nororiente de 1941.

El Cuerpo de Aviación del Perú (CAP) era más numeroso y tecnológicamente más avanzado que la aviación ecuatoriana de combate.
El núcleo de la aviación peruana estaba constituido por una escuadrilla de 5 cazas NA-50, conocidos como Torito, que eran una versión del North American P-64 y que habían sido entregados por Estados Unidos en mayo de 1939. Al igual que en el caso de los blindados, Ecuador prácticamente carecía de aviones de combate, pues al inicio de las hostilidades la Fuerza Aérea Ecuatoriana contaba solo con seis aviones tipo Curtiss-Wright CW-19R Sparrow, y tres biplanos de reconocimiento y ataque I.M.A.M. (Industrie Meccaniche Aeronautiche Meridionali's) Ro-37 que se encontraban en mal estado.

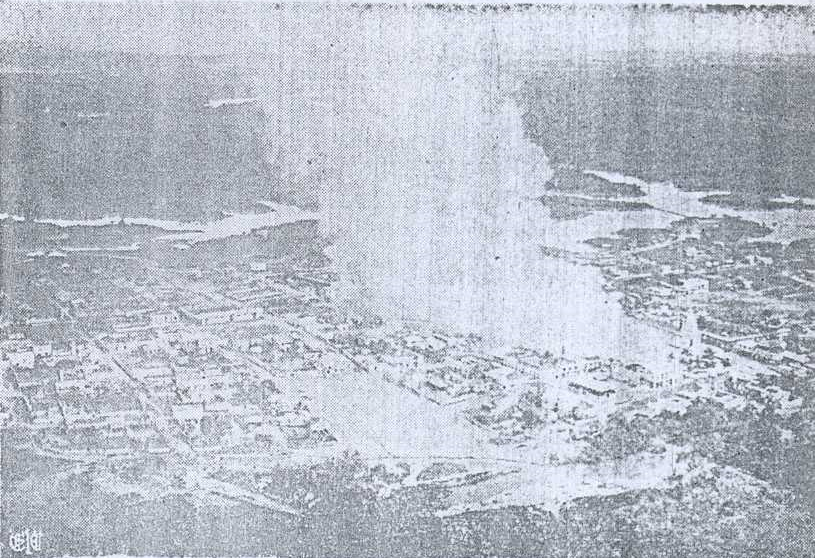
Santa Rosa en llamas durante la guerra. El diario peruano «El Comercio» adjudicó el incendio a tropas ecuatorianas en su artículo «Santa Rosa incendiada por los ecuatorianos».

El 6 de julio, la aviación militar del Perú comenzó a ejecutar varios bombardeos aéreos primero en las ciudades ecuatorianas fronterizas con el Perú de Huaquillas, Arenillas, Santa Rosa y Pasaje. Dos semanas después los aviones de guerra peruanos volvieron a invadir el espacio aéreo ecuatoriano y bombardearon sistemáticamente por 20 días seguidos las ciudades ecuatorianas de Machala, Puerto Bolívar y Loja. Estas últimas distantes ya de la frontera y en lo profundo del territorio del Ecuador.
Para fines de agosto de 1941 la aviación peruana había bombardeado, las vías férreas y las estaciones del ferrocarril de la costa, por donde se exportaba el banano (principal producto de exportación del Ecuador hasta la época en que comienza la explotación del petróleo), la recientemente inaugurada Vía Panamericana, varios puentes de la Carretera Panamericana (sector de la Costa), centrales eléctricas, comisariatos de la Aduana, comisarías de los Carabineros, las bases militares ubicadas entre Huaquillas, Loja y Guayaquil, las bases navales de la Armada del Ecuador en Puerto Bolívar y Guayaquil.
La Compañía de Paracaidistas del Cuerpo de Aviación del Perú eficazmente tomaron el puerto ecuatoriano de Puerto Bolívar el 31 de julio de 1941, pasando a la historia de la aviación militar, en lo que se considera la primera vez que se utilizaron fuerzas aerotransportadas en toda América.
En contraste, el Ecuador carecía también de fuerzas aerotransportadas, la aviación militar ecuatoriana no contaba con aviones para ese tipo de operaciones.
Posteriormente en 1950 el CAP cambia de denominación, adquiriendo su actual nombre Fuerza Aérea del Perú (FAP).

#### Inmolación del as de la aviación peruana Teniente FAP José Quiñones Gonzales

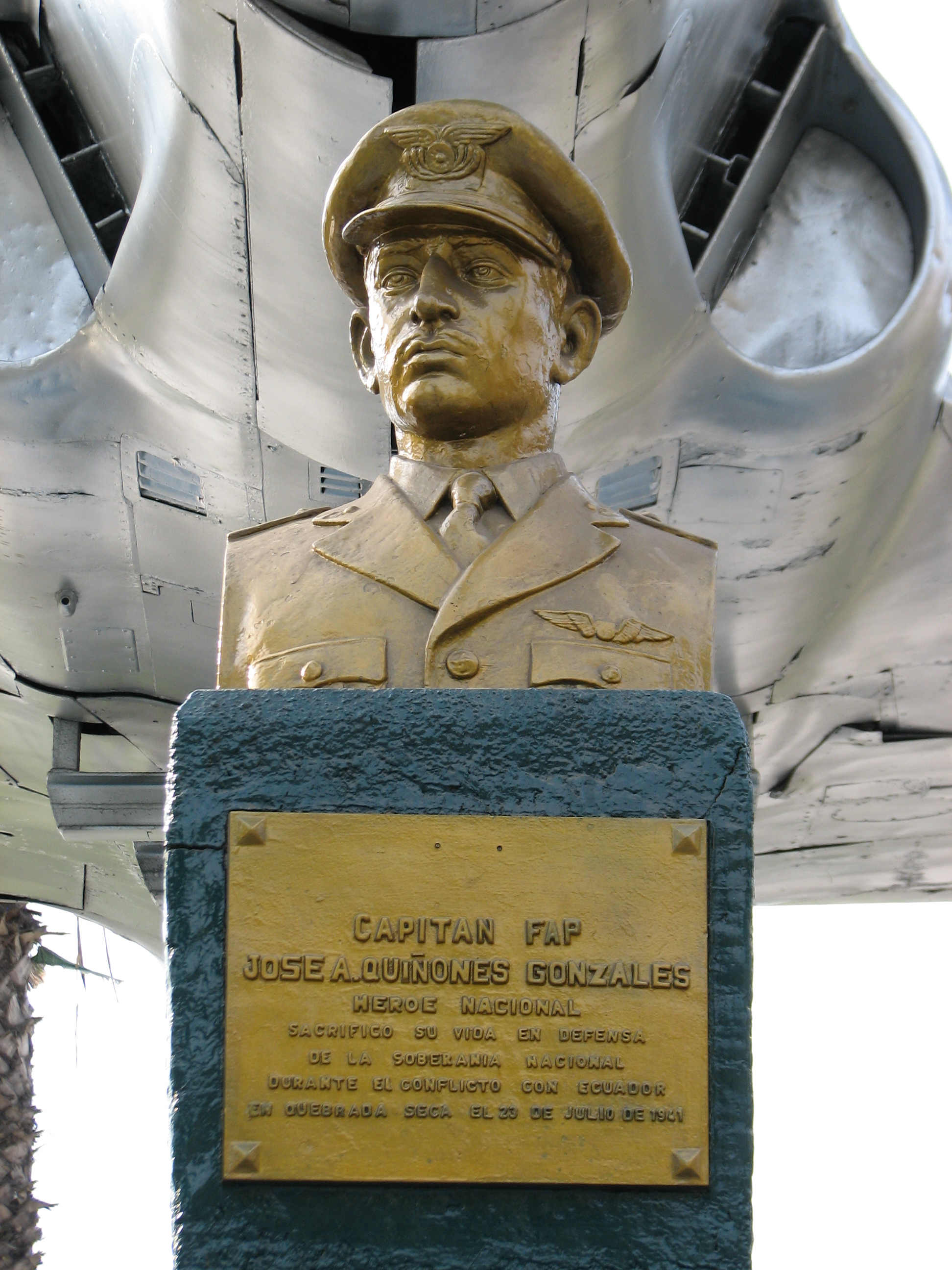
Busto de Quiñones en el Parque del Avión, Rímac, Lima.

Esta guerra dio al Perú su primer as de la aviación, el Teniente CAP José Quiñones Gonzales, quien, volando un avión de caza cumpliendo una misión sobre Quebrada Seca, fue alcanzado por el fuego antiaéreo enemigo. En esa circunstancia, en vez de usar su paracaídas, dirigió su avión contra el emplazamiento de las baterías ecuatorianas, estrellándose y muriendo en el acto. Destruyendo las baterías enemigas, a costa de su vida.
El 23 de julio de 1941, la 41.ª Escuadrilla peruana despegó de Tumbes para cumplir una misión, al mando del teniente comandante CAP Antonio Alberti e integrada por los tenientes CAP Fernando Paraud y José Quiñones y el alférez CAP Manuel Rivera, a bordo de sus aviones caza North American NA-50 o Toritos. La misión consistía en bombardear el puesto enemigo de Quebrada Seca, donde los ecuatorianos habían concentrado el grueso de su artillería antiaérea y colocado ametralladoras.
Pocos minutos después de la partida ya estaban sobre el objetivo e iniciaron el bombardeo del puesto ecuatoriano de Quebrada Seca. Cuando el aparato pilotado por el teniente Quiñones, efectuó el descenso para lanzar sus bombas, fue alcanzado por el fuego antiaéreo ecuatoriano. En vez de saltar del avión y utilizar su paracaídas, en cuyo uso era diestro, Quiñones enrumbó su máquina hacia el blanco ecuatoriano, estrellándose y muriendo en el acto. Los otros aviones que conformaban la Escuadrilla 41 continuaron con su misión y efectuaron un siguiente ataque, retornando a Tumbes.
El 19 de octubre de 1941 (tres meses después de su deceso), el Coronel del Ejército de Ecuador Octavio A. Ochoa, jefe de la IV Zona Militar, entregó a nombre de las Fuerzas Armadas Ecuatorianas los restos mortales del peruano, pronunciando las siguientes palabras:

Entrego a la Fuerza Aérea del Perú los restos de quien supo honrar a su patria, a su pueblo y a su fuerza armada. Mi pueblo [ecuatoriano] rinde homenaje al pueblo peruano, dignamente encarnado en la figura de José Abelardo Quiñones Gonzales.
Octavio A. Ochoa

En homenaje a su sacrificio y en reconocimiento a su inmolación en la misión aérea contra las baterías ecuatorianas en Quebrada Seca, el teniente CAP José Quiñones Gonzales fue ascendido póstumamente a capitán de la Fuerza Aérea del Perú y declarado Héroe Nacional del Perú por la Ley N.º 16126 del 10 de mayo de 1966.
En julio de 1991, con motivo del 50.º aniversario de su muerte y reconociendo nuevamente su heroísmo, el Banco Central de Reserva del Perú, decidió que la imagen de Quiñones aparezca en adelante en los billetes de 10 Soles. Asimismo, cada 23 de julio (día de su inmolación) se conmemora el Día de la Fuerza Aérea del Perú.
El Congreso de la República del Perú le otorgó a título póstumo el grado de gran general del Aire del Perú a través de la Ley N.º 29160 del 18 de diciembre de 2007. Finalmente, el 15 de abril de 2014, el Congreso aprobó dar al espacio aéreo peruano el nombre de "cielo de Quiñones", en honor a los 100 años del nacimiento del héroe.

### Bloqueo de Guayaquil

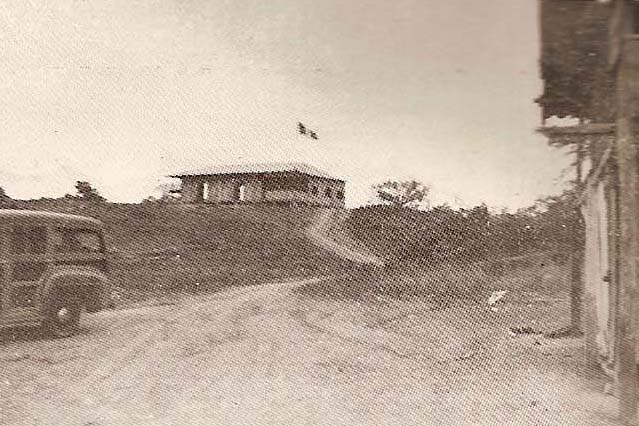
Bandera peruana en Quebrada Seca, Provincia de El Oro, después de su ocupación.

Para el 31 de agosto de 1941, y enfrentando una delicada situación política y de seguridad nacional, el presidente del Ecuador Carlos Alberto Arroyo del Río decidió mantener una considerable parte del Ejército del Ecuador con el fin de resguardar militarmente la capital, Quito. Esta orden militar fue dada debido a informes de inteligencia provenientes de los servicios de inteligencia del Brasil, Chile y los EE. UU. que informan al presidente Arroyo del Río y a los altos mandos militares ecuatorianos que Perú estaba a menos de 48 horas de Guayaquil partiendo desde Machala y Puerto Bolívar, el segundo puerto del Ecuador.
Las tropas peruanas se encontraban a menos de 170 km del área metropolitana de Guayaquil y la intención de los militares peruanos era, en el caso de que Ecuador no respete los derechos del Perú sobre las provincias de Tumbes, Jaén y Maynas, asaltar y capturar el primer puerto del Ecuador. Una vez ocupada Guayaquil, las fuerzas peruanas que se encontraban en la parte de la sierra ecuatoriana ocupada por estas partirían desde Loja, que esta a menos de 600 km de la capital, e iniciarían la ocupación militar de Quito, operación que, considerando que las fuerzas armadas ecuatorianas prácticamente habían dejado de existir en septiembre, duraría un tiempo máximo de 10 días.
Para fines de agosto de 1941 el Perú ocupó militarmente en la costa: las provincias y cantones de El Oro, Puerto Bolívar e inició el bloqueo de Guayaquil principal puerto comercial y base naval del Ecuador.
En la selva las fuerzas armadas del Perú reivindicaron para el Perú: Sucumbios, Napo y Pastaza en las partes que corresponden a la antigua Gobernación de Quijos que, según la Real Cédula del 15 de julio de 1802, pasó al Virreinato del Perú y que según la versión peruana, Ecuador ocupó aprovechando que Perú enfrentaba a Chile en la guerra del guano y del salitre de 1879.

## Consecuencias de la guerra

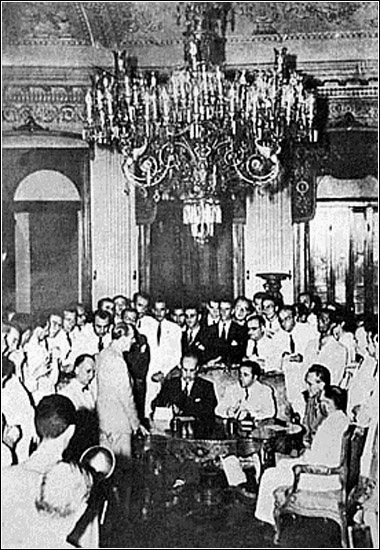
Firma del Protocolo de Río de Janeiro (1942)

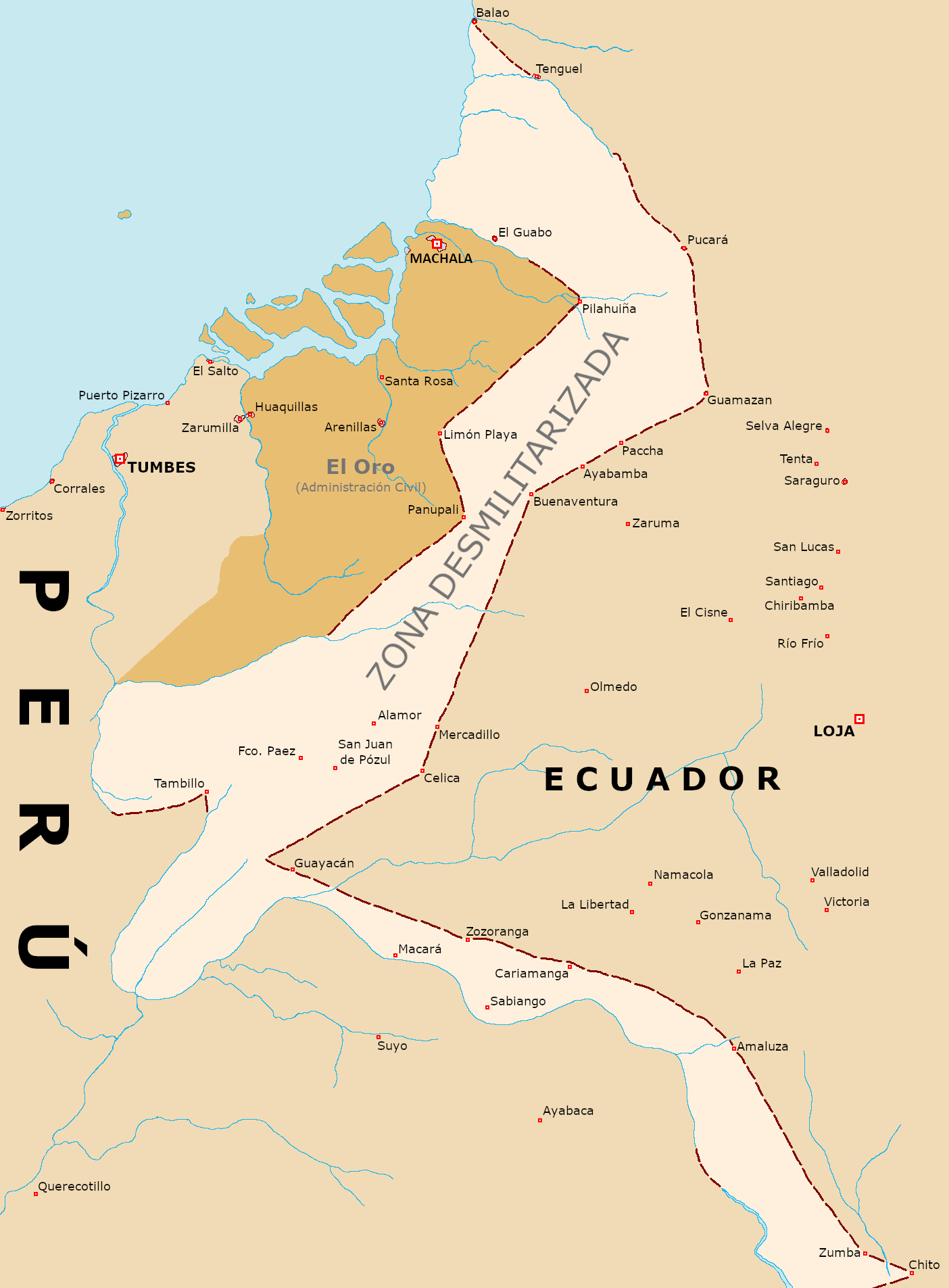
Mapa que muestra la ocupación de El Oro y la Zona Desmilitarizada establecida desde octubre de 1941 hasta febrero de 1942.

El gobierno del Ecuador, liderado por el doctor Carlos Alberto Arroyo del Río, firmó el Protocolo de Río de Janeiro el 29 de enero de 1942 con lo que el Ecuador renuncia a su pretensión de una salida soberana al Río Amazonas.
El 12 de febrero de 1942 las tropas peruanas desocuparon la provincia ecuatoriana de "El Oro".
El Protocolo de Río de Janeiro delimita la frontera definitiva entre ambos países, sin embargo el proceso de demarcación no se concluyó porque Ecuador se negó a continuarlo, en 1948, aduciendo subjetivamente presuntas inconsistencias existentes entre los límites que señalaba el protocolo y la realidad geográfica existente. Ante ello Ecuador declaró unilateralmente la "inejecutabilidad" del Protocolo de Río y pretendió una nueva negociación que considere no solo la antigua línea de "statu quo" sino también los supuestos derechos ecuatorianos como "país amazónico" a través de una salida soberana a los ríos Marañón y Amazonas.
Debido a la actitud ecuatoriana señalada no solo quedaron sin demarcar 78 km de frontera durante más de 50 años sino que se originaron frecuentes crisis diplomáticas y algunas escaramuzas entre las tropas ambos países llegando a su fin tal situación luego de la culminación del proceso demarcatorio que pudo realizarse después del conflicto del Alto Cenepa.

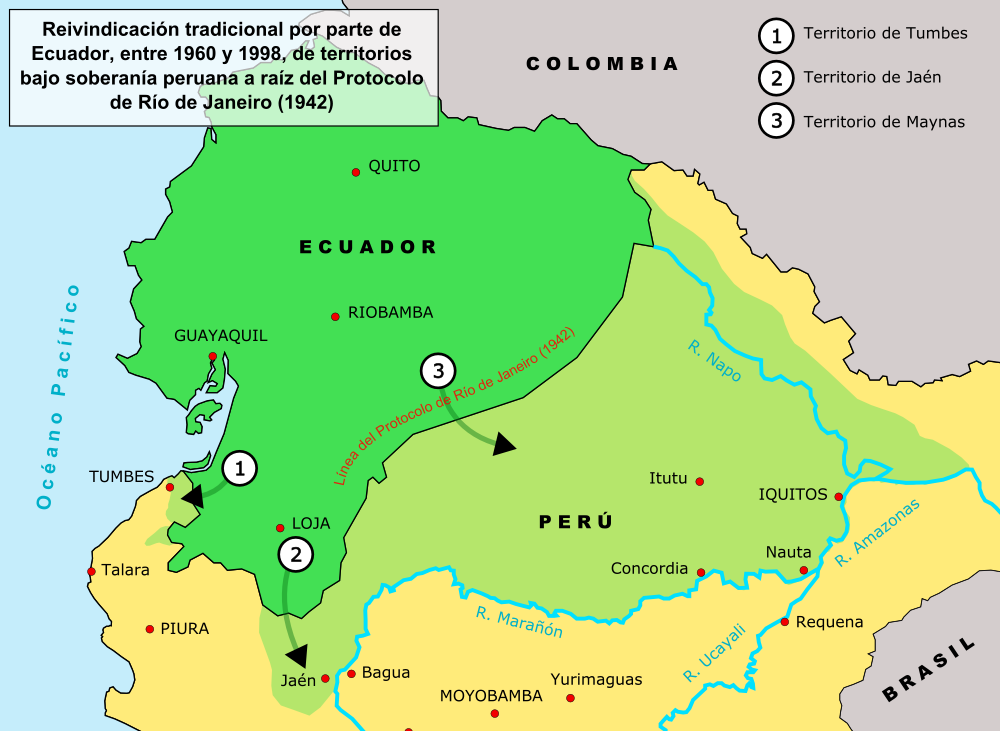
Mapa que muestra los reclamos territoriales ecuatorianos sobre Perú

En 1960, el presidente del Ecuador José María Velasco Ibarra declaró, antes de tomar posesión del cargo, que el Protocolo de Río de Janeiro era nulo. Según este mandatario, el tratado había sido firmado durante la ocupación militar peruana y era ilegal y contrario a los demás tratados Panamericanos por haber sido suscrito bajo presión, no obstante haber sido ratificado el 28 de febrero de 1942 por el Congreso de su país después de que las tropas peruanas se retiraran, el 12 de febrero de 1942, del territorio del Ecuador.
Sin embargo, esta declaración no tuvo eco a nivel internacional (el Perú y los demás países de la comunidad internacional, respetuosos del orden jurídico, siguieron considerando válido el tratado). Era más que evidente que el presidente José María Velasco Ibarra utilizó su subjetiva tesis de la nulidad para lograr apoyo político en su país a través una retórica nacionalista y populista, habiendo, dentro del mismo Ecuador, los adversarios políticos de Velasco opinado de la misma manera.
La tragedia y la derrota militar ecuatoriana de 1941 puso en evidencia un relativo descuido incurrido por el Estado Ecuatoriano en lo referente a la preparación de sus Fuerzas Armadas, no obstante haber adquirido cuantioso material bélico moderno que fuera capturado por los peruanos en Puerto Bolívar. Durante los cuarenta años anteriores al enfrentamiento con Perú en 1941 los militares ecuatorianos habían tenido un activo y excesivo protagonismo político mediante golpes de Estado y cuartelazos.
Ante la victoria militar peruana de 1941 los políticos y militares ecuatorianos consideraron que para lograr el objetivo nacional de ser un país ribereño del río Amazonas era preciso contar con Fuerzas Armadas profesionales y provistas de armamento moderno convirtiendo esto en una de las pocas políticas de Estado continuada por los diferentes Gobiernos ecuatorianos.
Con el descubrimiento del petróleo en Ecuador en 1970, fue posible adquirir material moderno y fortalecer la capacidad de las fuerzas armadas ecuatorianas que serían utilizadas durante el conflicto de Paquisha (1981) y en la guerra del Cenepa (1995).
El problema demarcatorio originado por Ecuador en 1948 fue resuelto el 26 de octubre de 1998, cuando representantes de ambos países firmaron un acuerdo definitivo de paz en la ciudad de Brasilia.

## Agentes externos
De acuerdo con la versión del Ecuador, el Protocolo de Río de Janeiro despojó a este país de más de 200 000 kilómetros cuadrados de territorio amazónico. Pero si se toma como base la línea de frontera establecida en el statu quo de 1936, la diferencia territorial a favor del Perú a consecuencia del tratado de 1942 sería solamente de 13 480 kilómetros cuadrados.
Más allá de las posiciones nacionales de cada país involucrado, es necesario recordar que, como en casi todas las guerras entre las repúblicas americanas, existieron en esta grandes intereses internacionales y un "fuerte olor a petróleo". En el caso de la guerra Perú - Ecuador de 1941, como ha notado el geógrafo francés Jean Paul Deler (que ha trabajado en toda la región andina):

«Existe una notable concordancia entre el trazado de la frontera de 1942 y los límites orientales de una inmensa concesión otorgada en 1937 a una filial de la Royal Dutch Shell por el gobierno ecuatoriano, en detrimento de una filial de la Standard Oil of New Jersey».

Galarza Zavala afirma que la guerra de 1941 entre ambas naciones fue un conflicto ligado a los intereses petroleros de dos compañías, de las que una era inglesa y la otra norteamericana. De acuerdo al texto, «los ecuatorianos representaban los intereses de la compañía inglesa y los peruanos los de la norteamericana». En efecto, tras 1941 el Perú concesionó a compañías estadounidenses las zonas limítrofes hasta donde alcanzaron sus tropas en aquel conflicto, y donde está ahora el trazado de la frontera.